# 여주박물관
여주박물관은 경기도 여주시에 위치한 박물관으로 여주의 역사와 유물자료가 전시되어있는 박물관이다.

## 갤러리

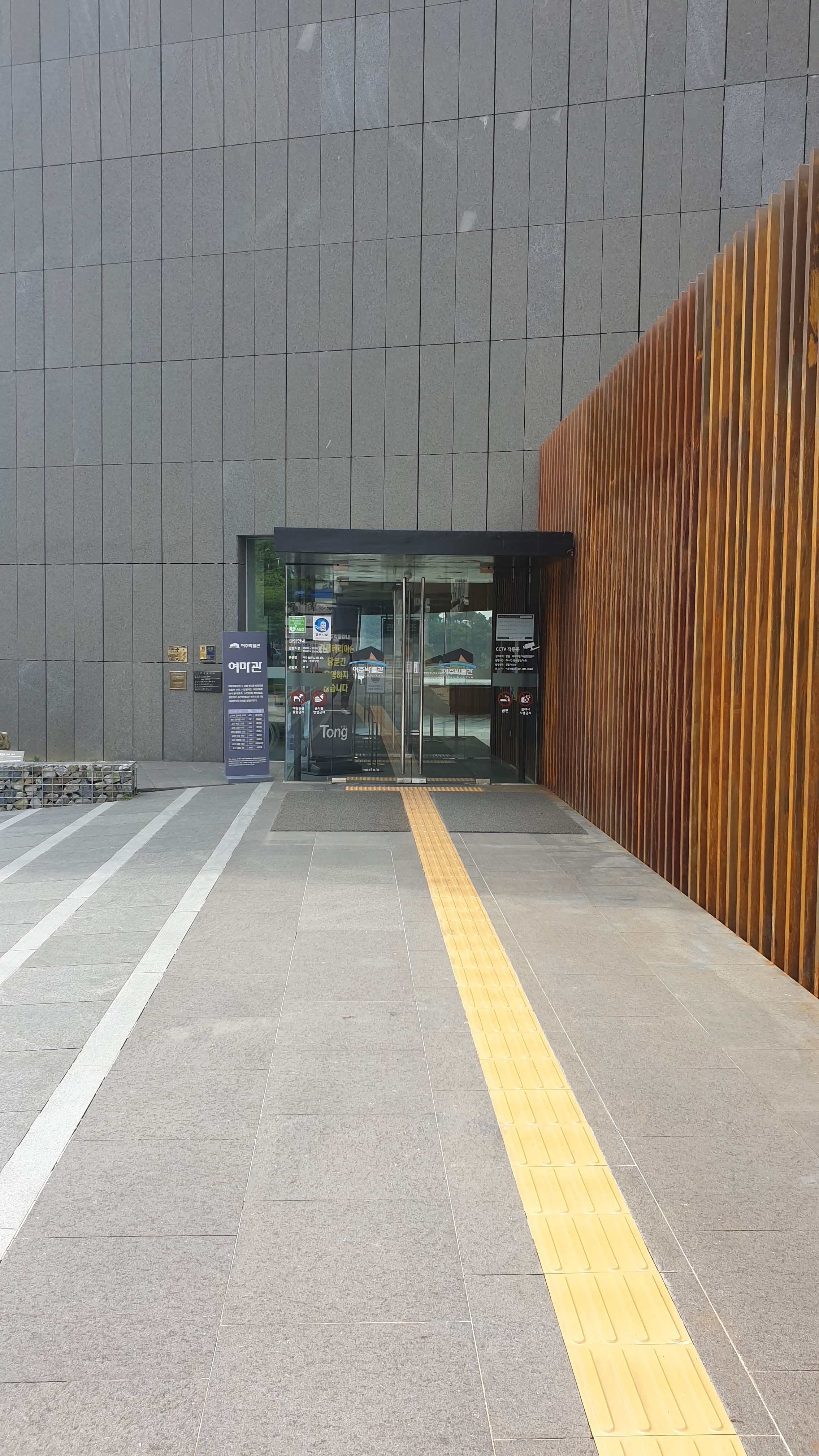
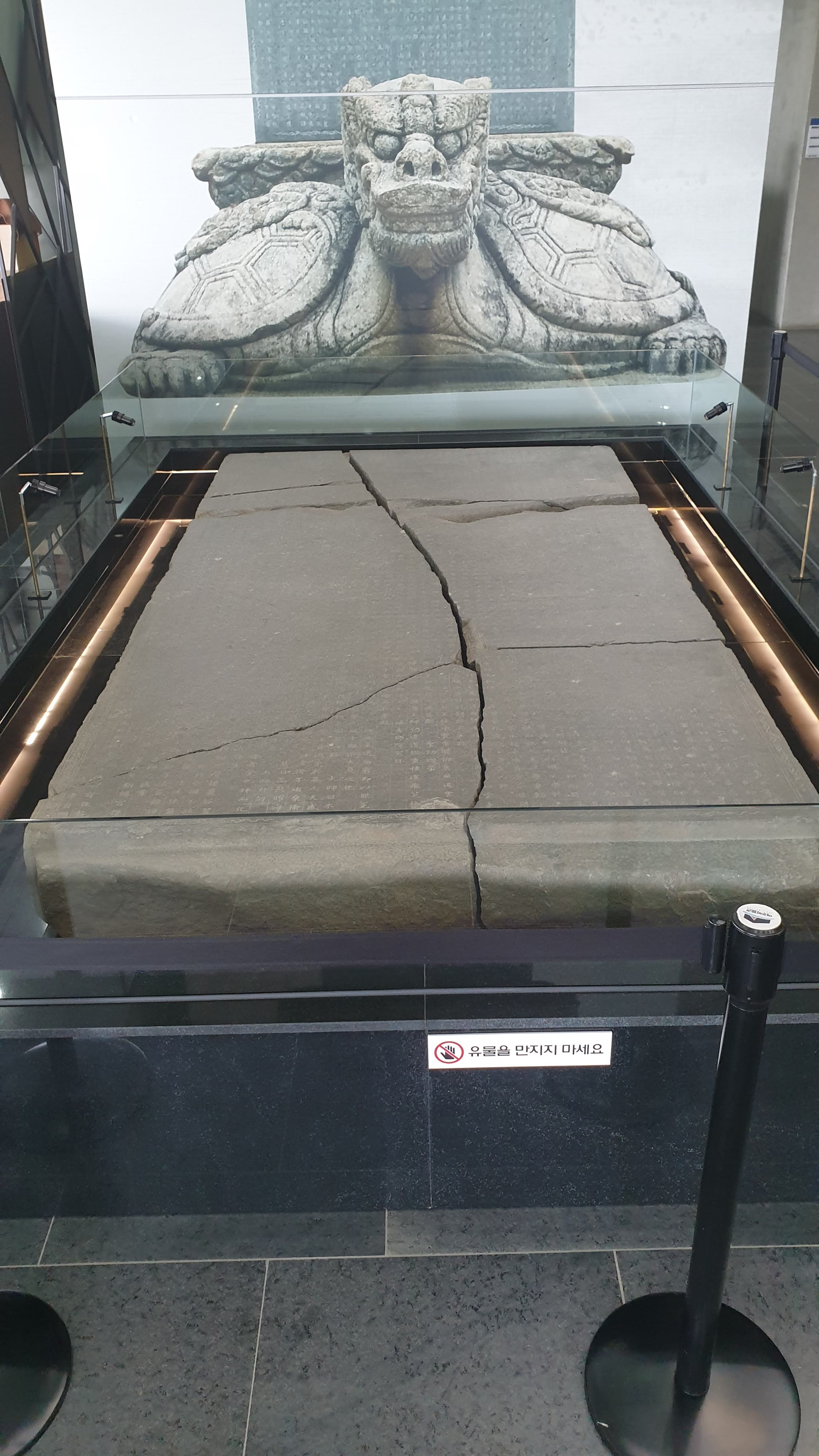
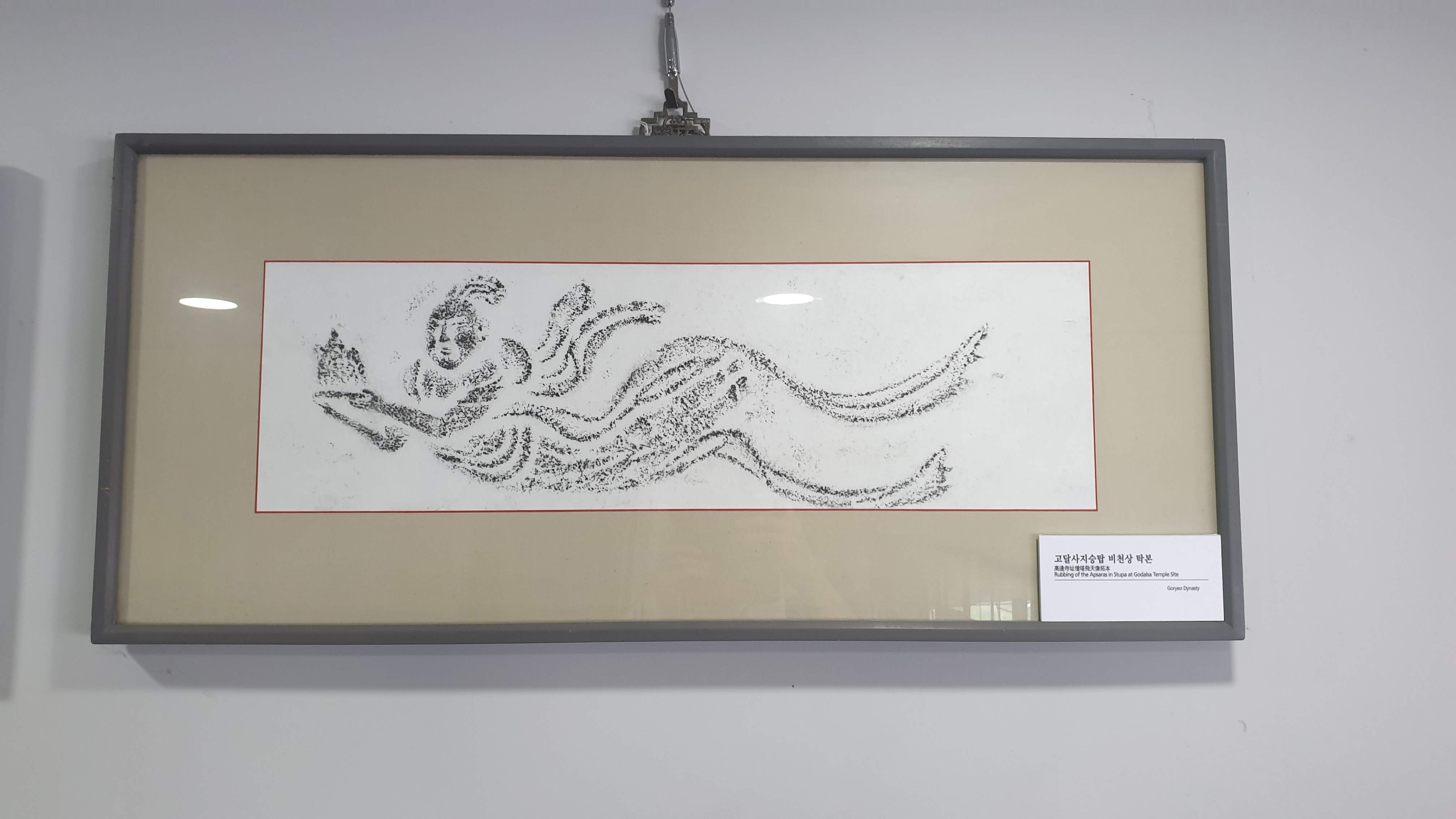
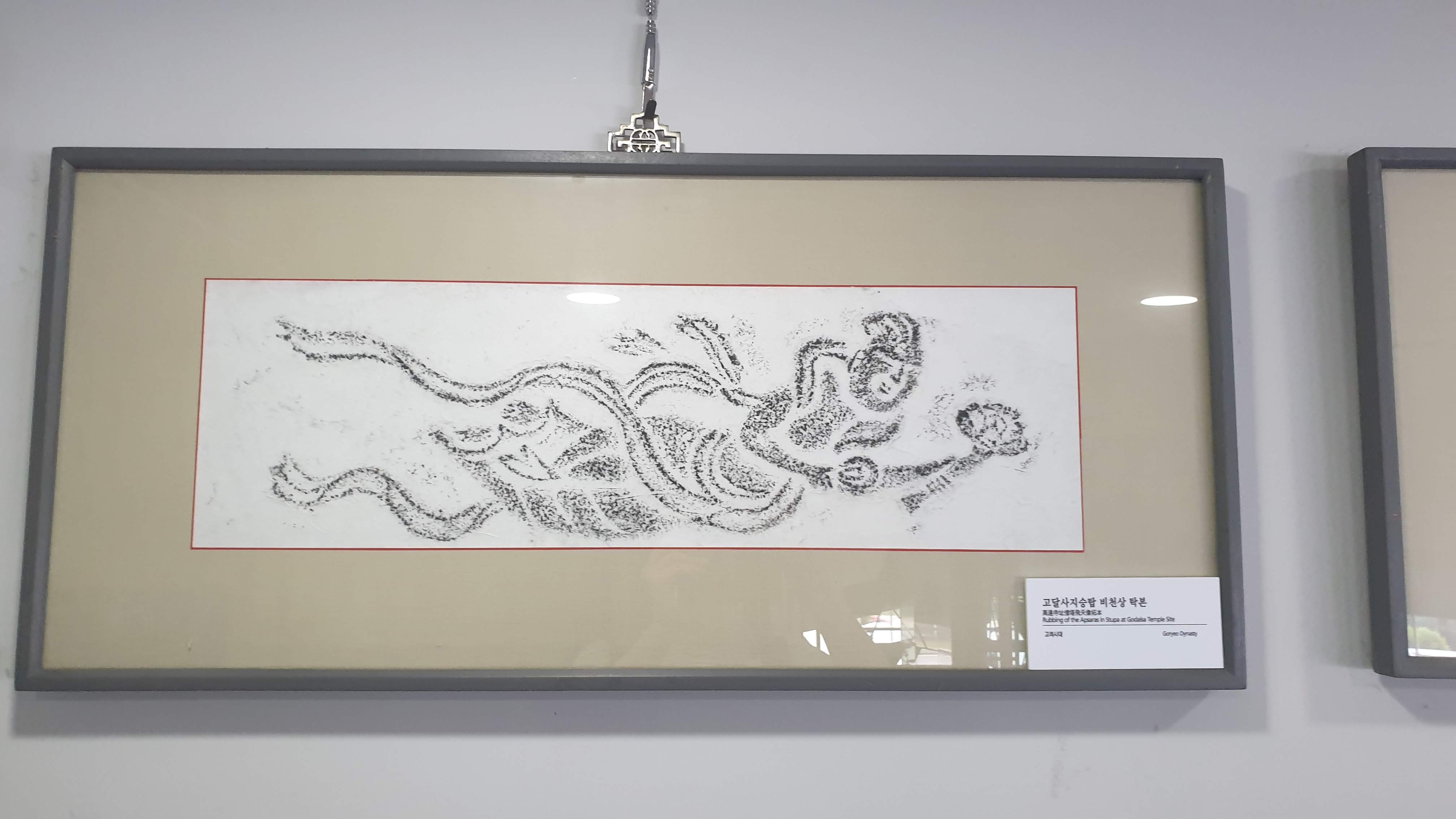
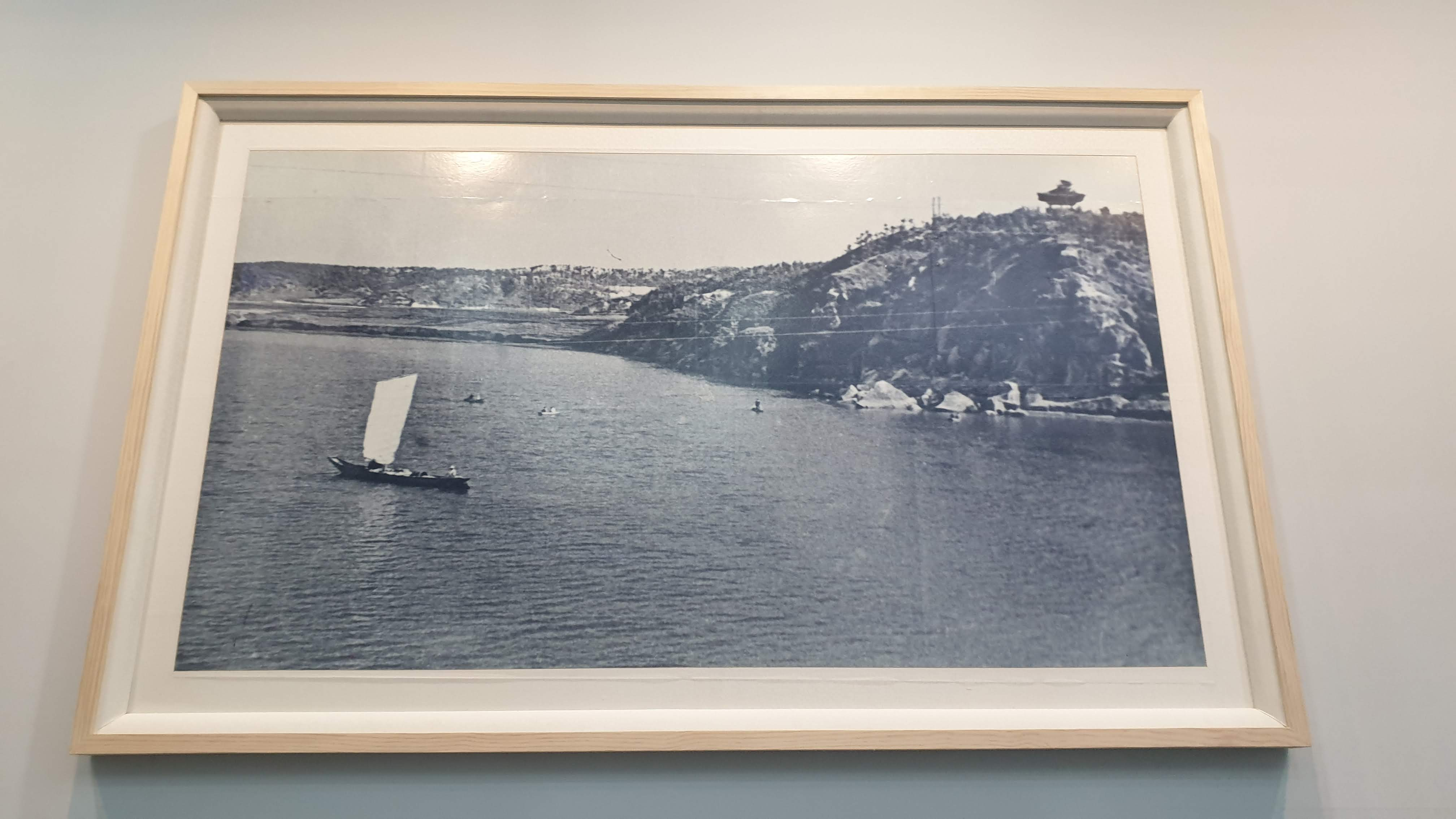
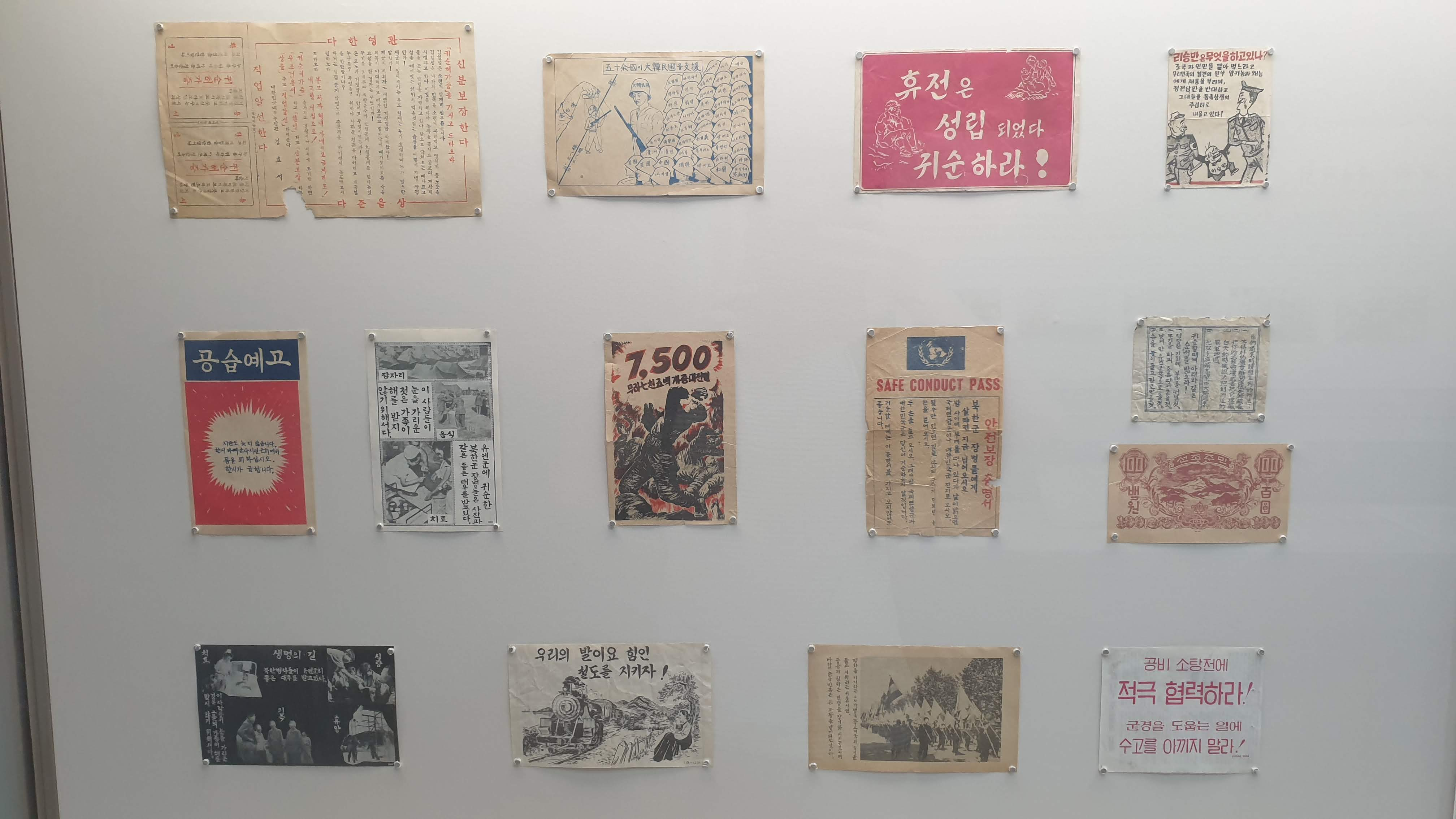
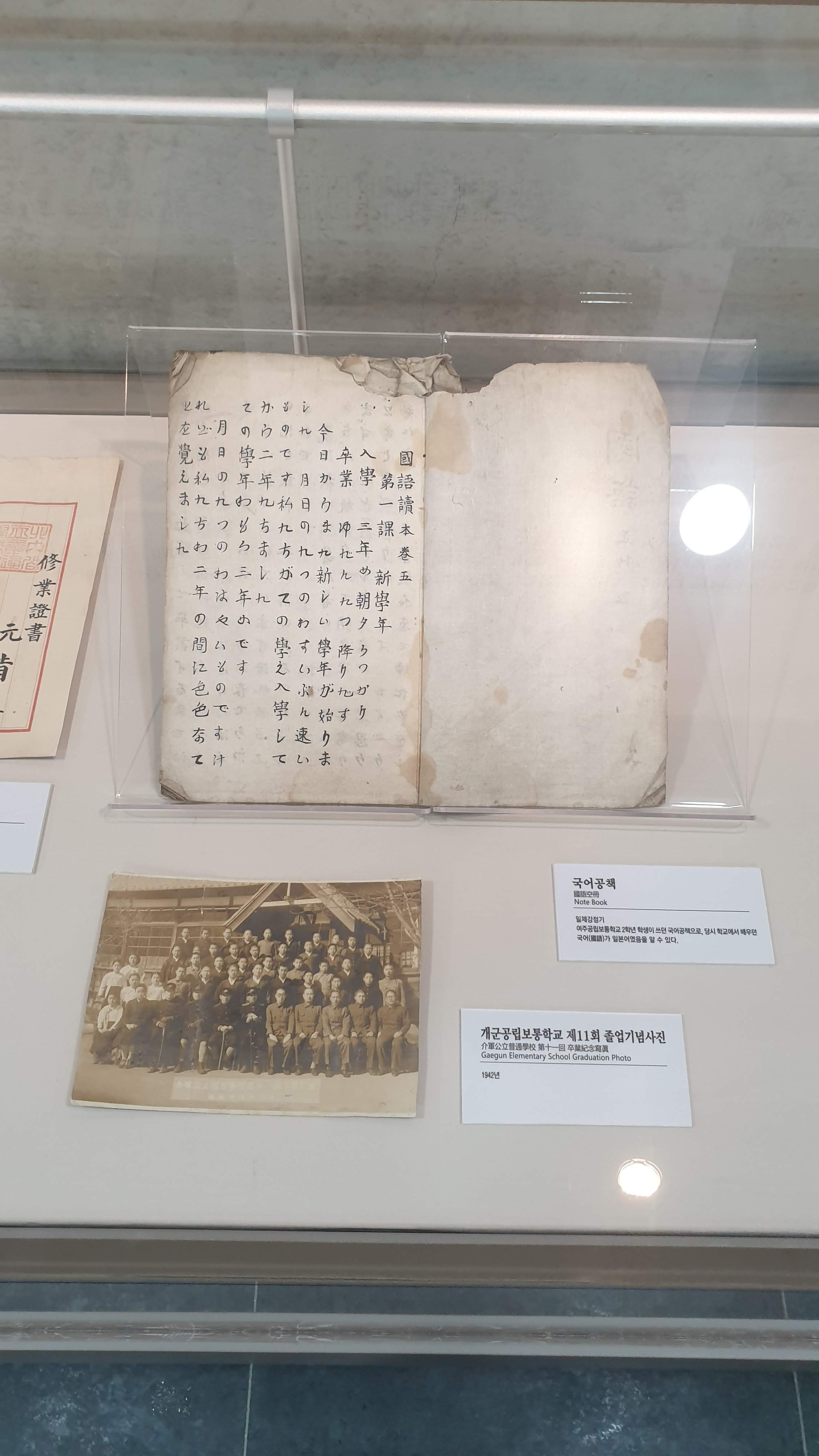
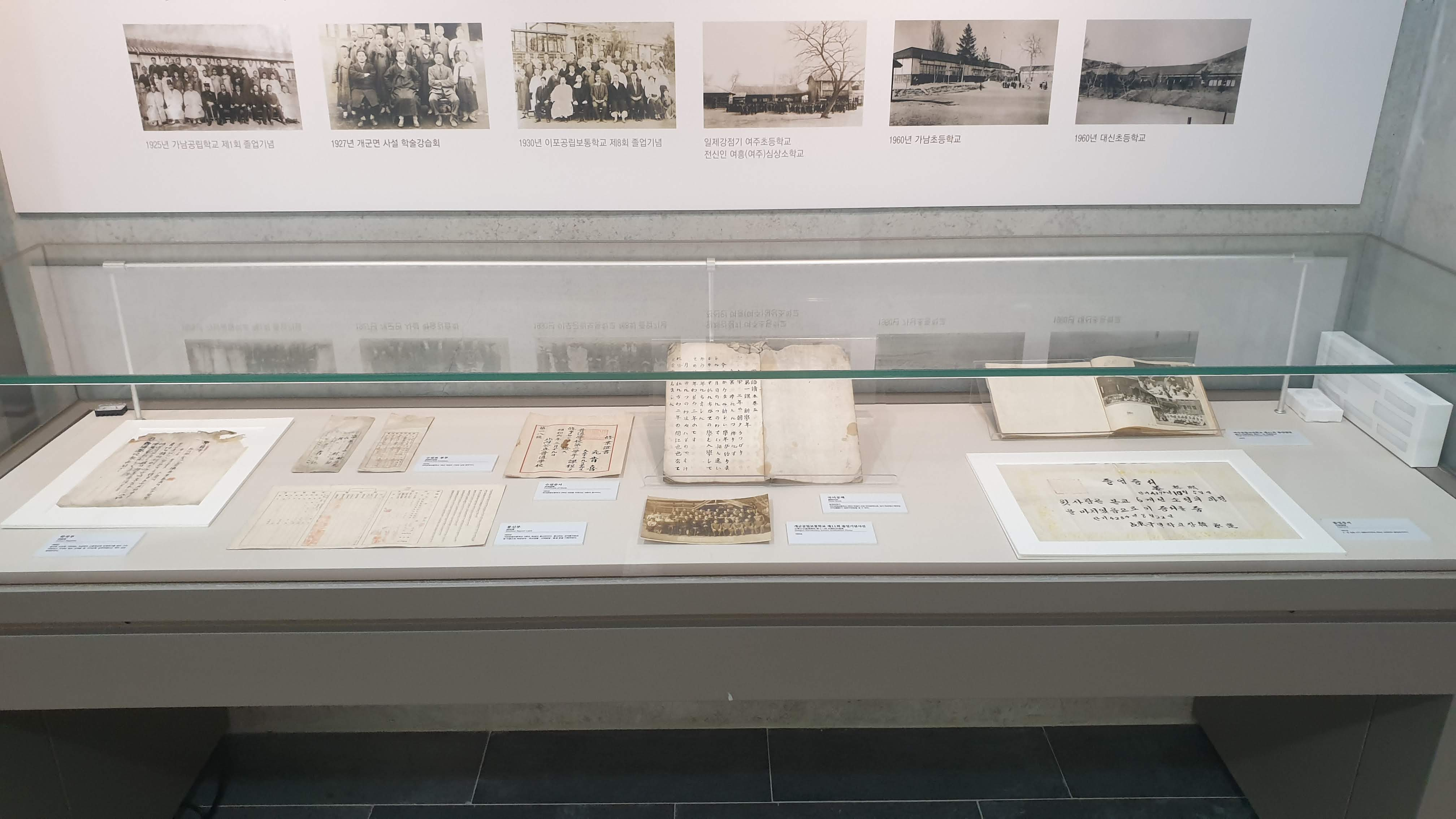
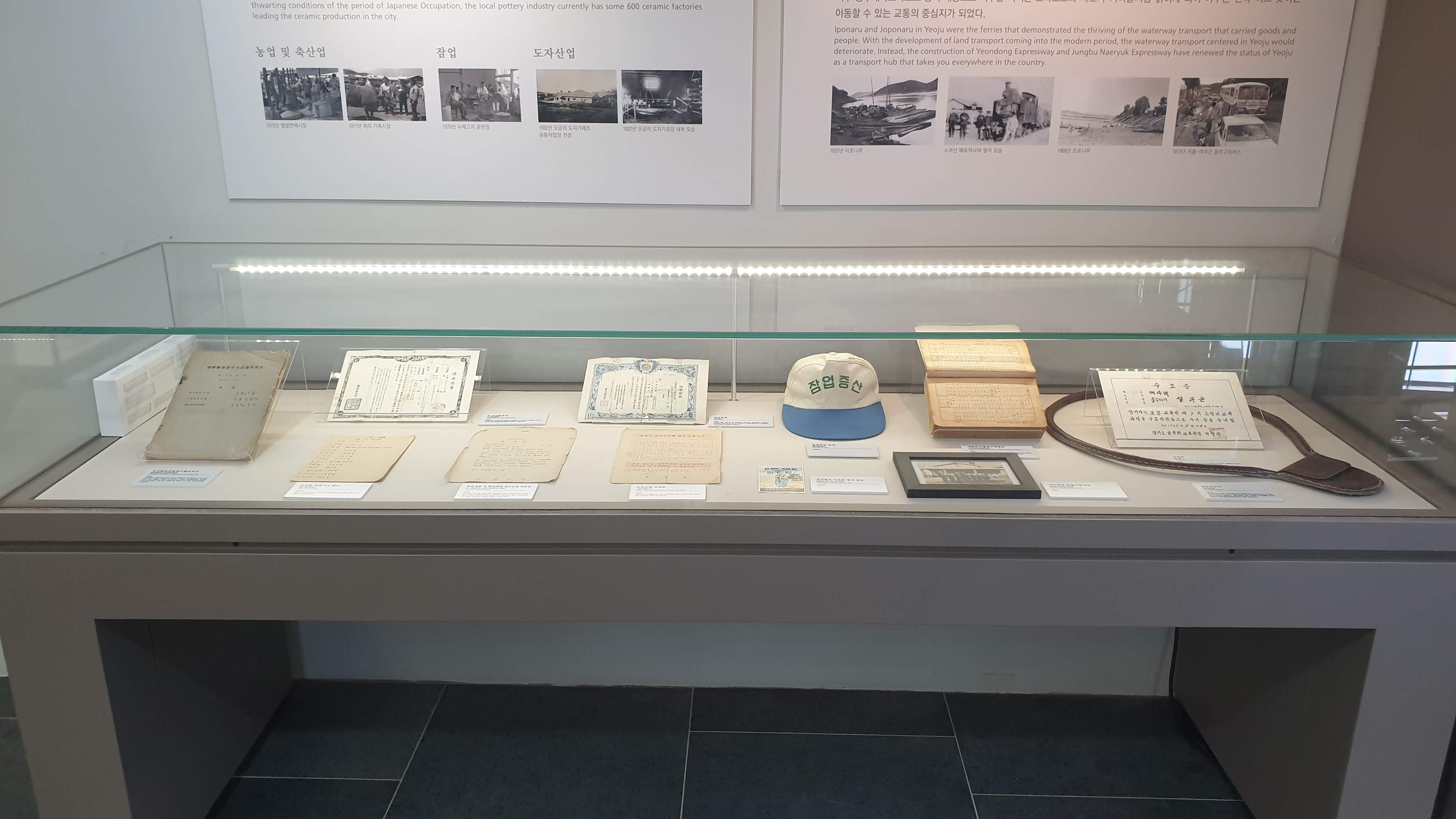
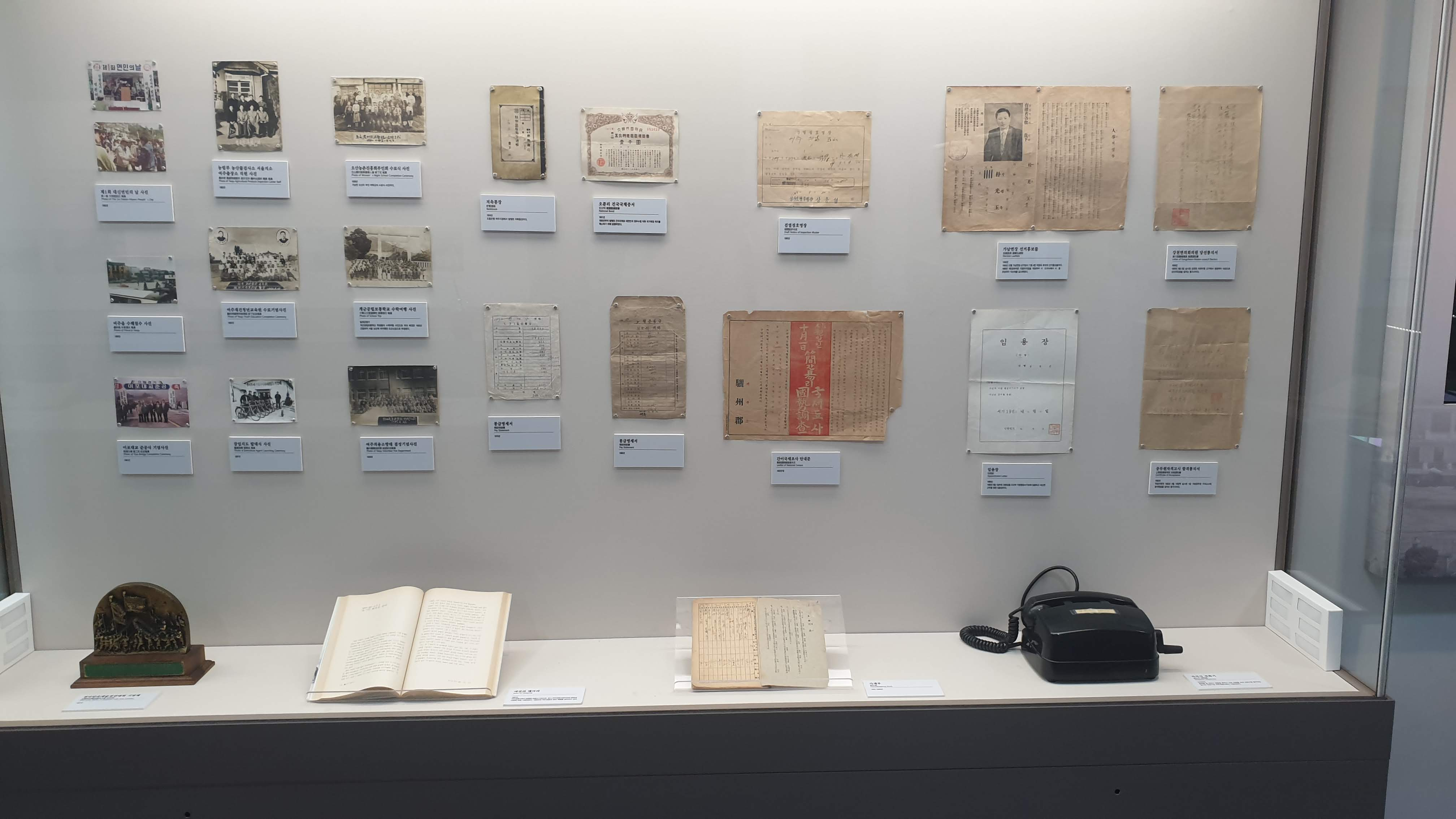
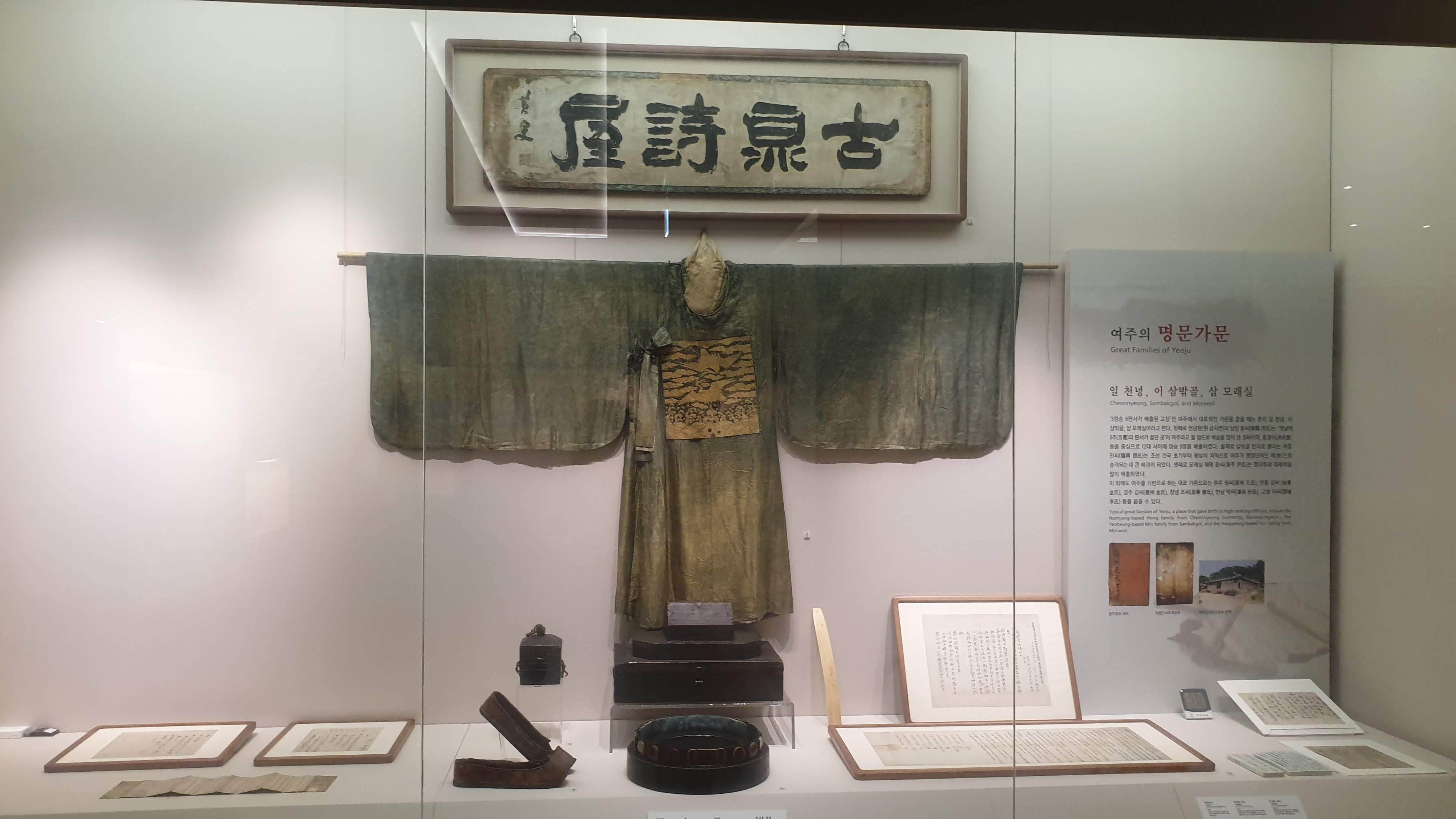
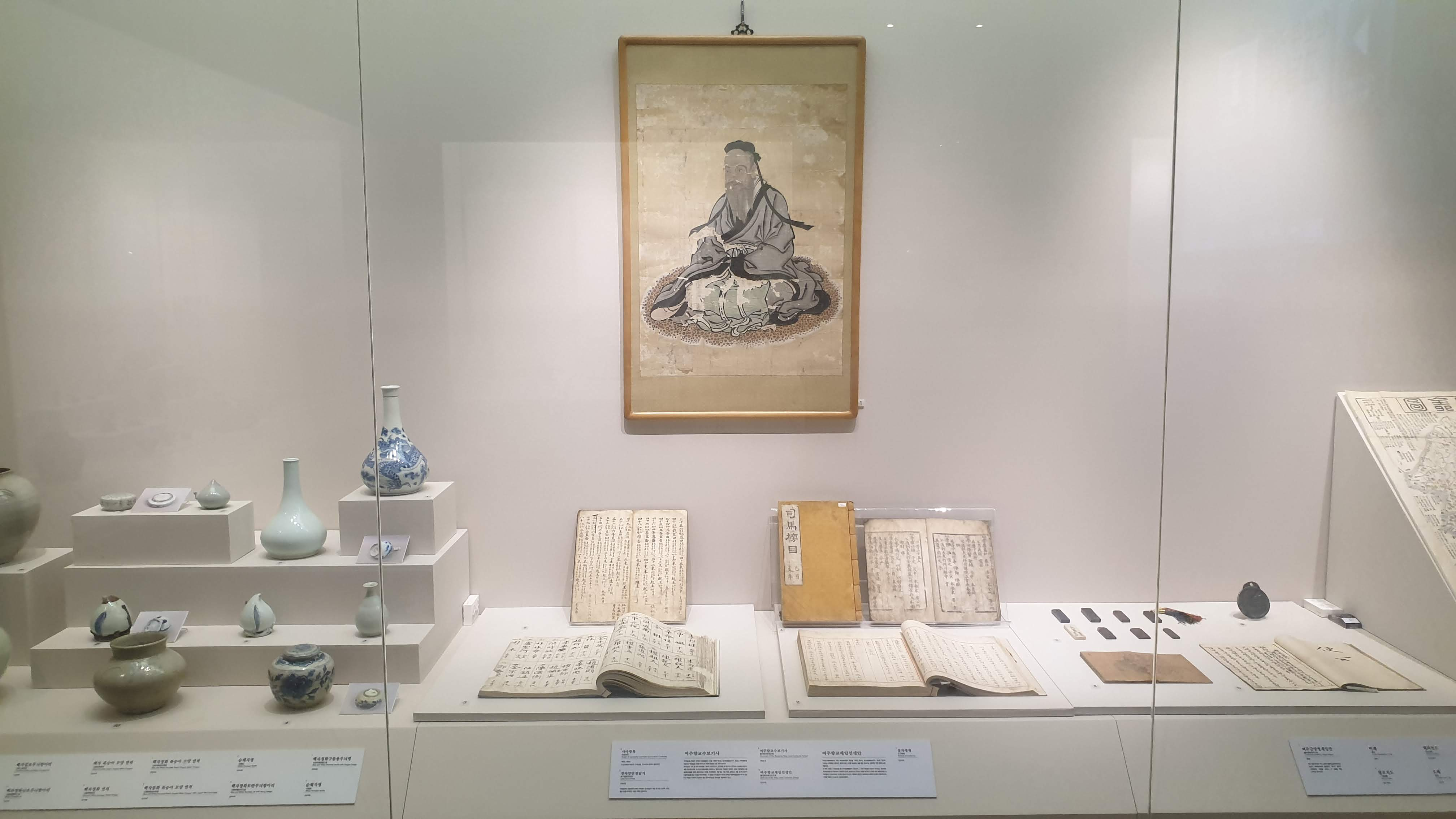
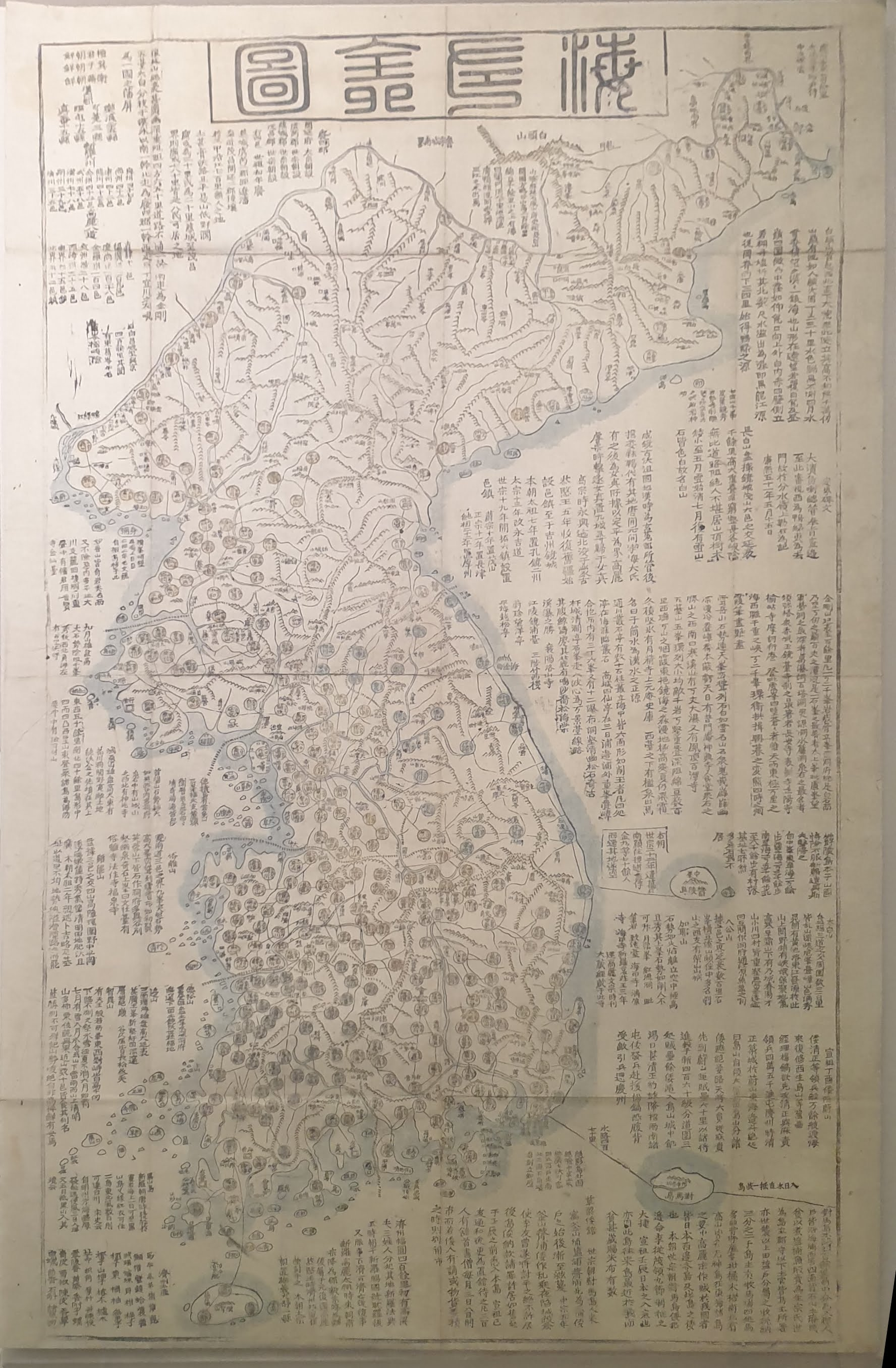
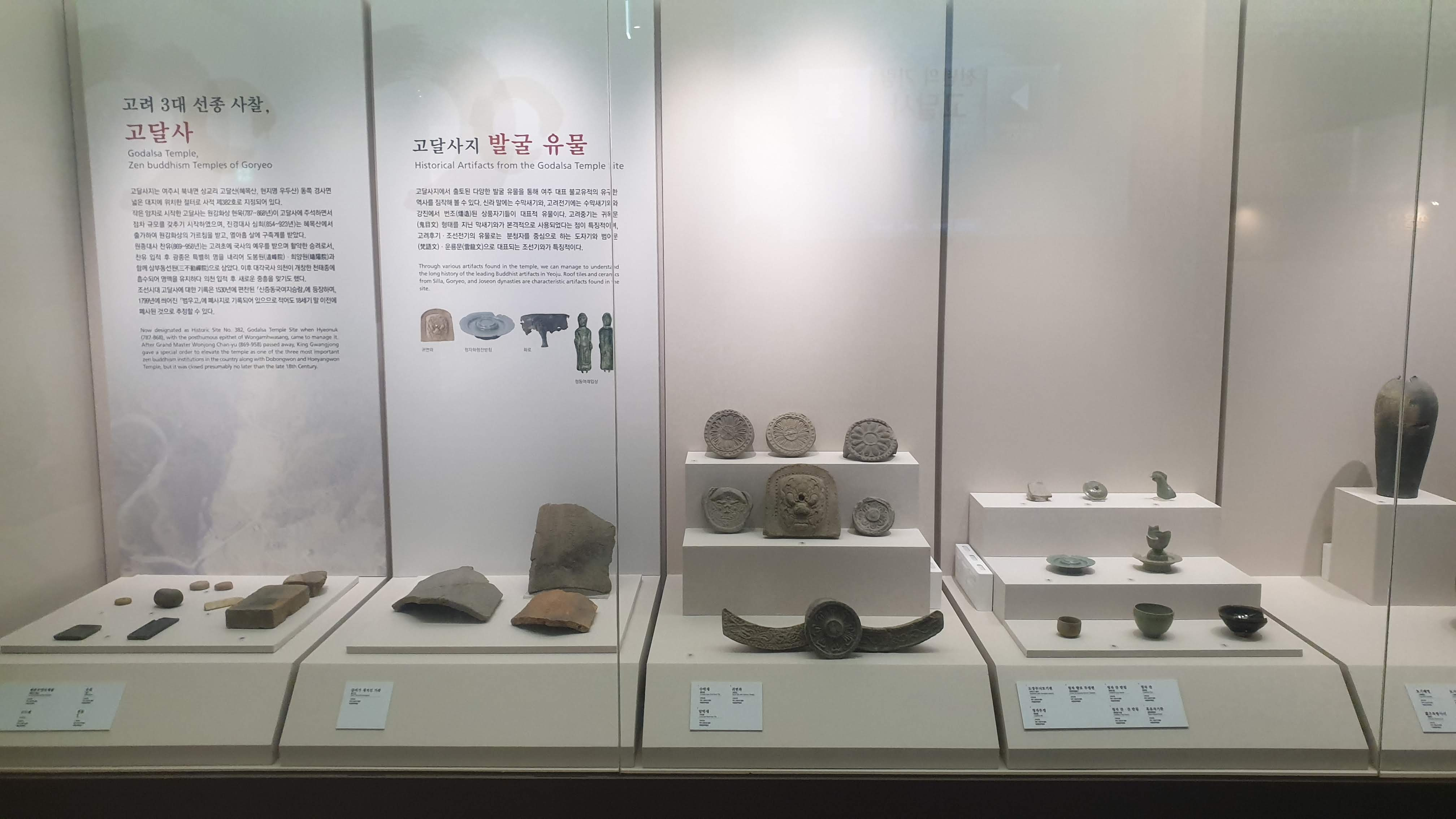
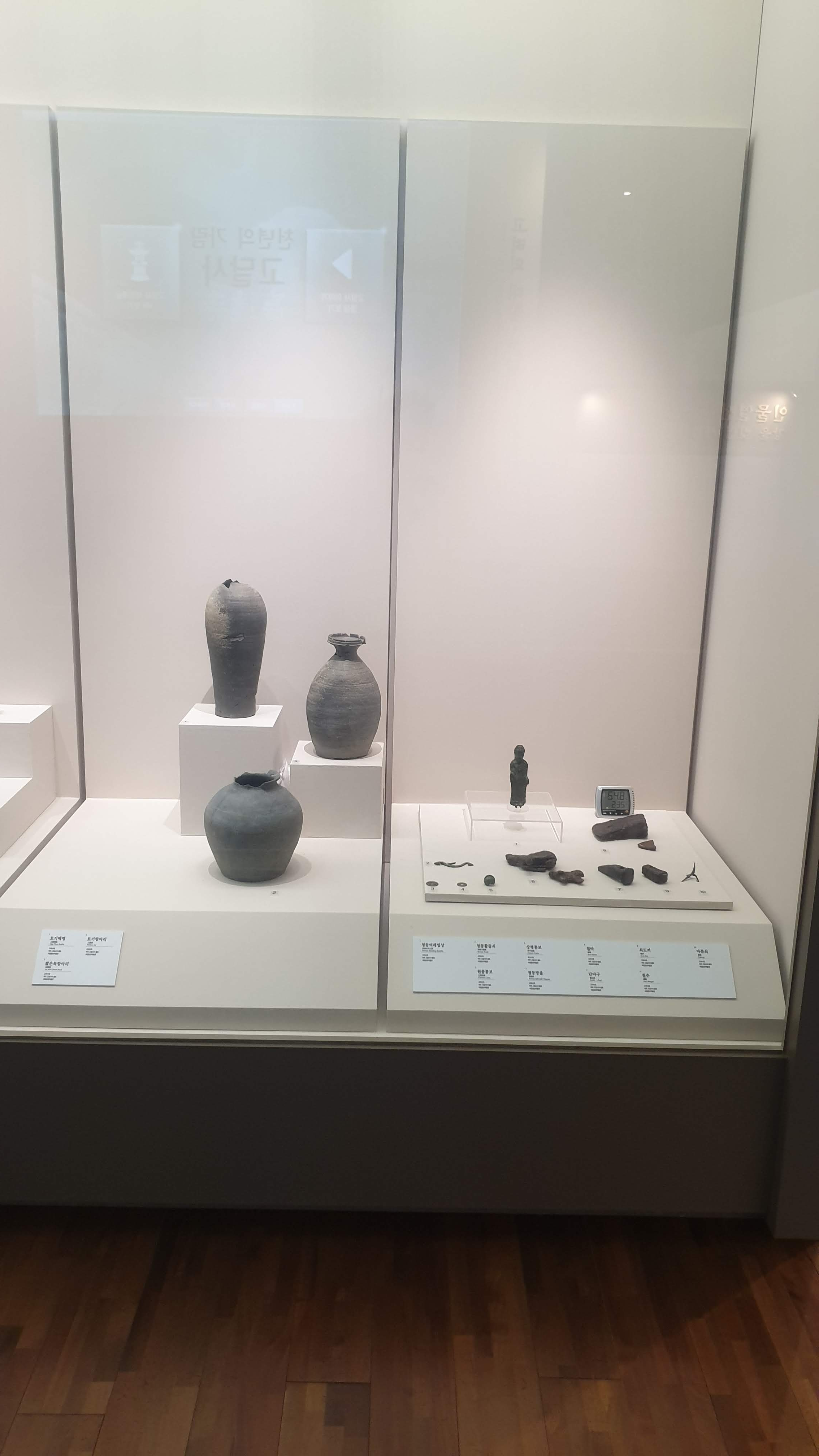
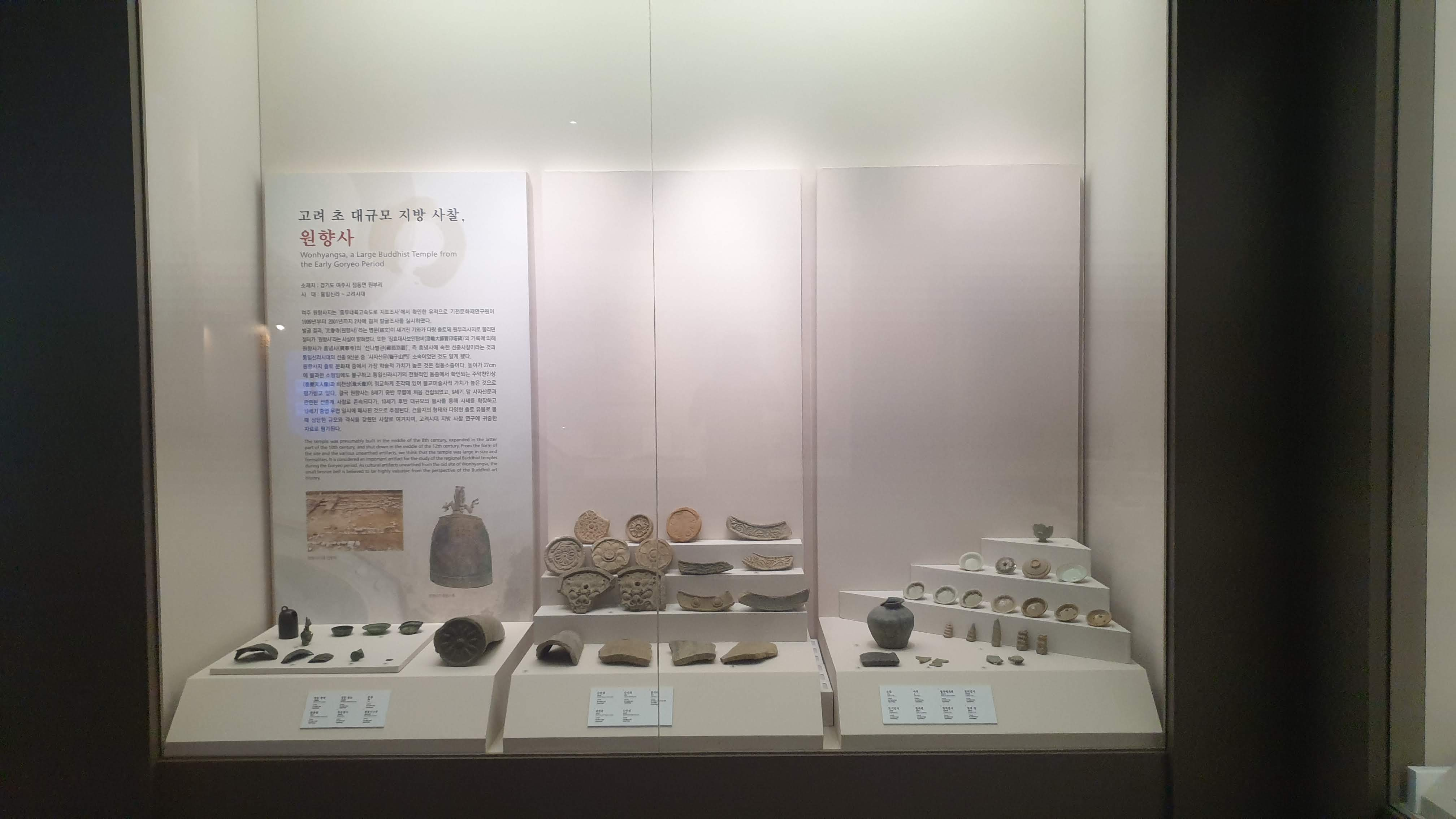
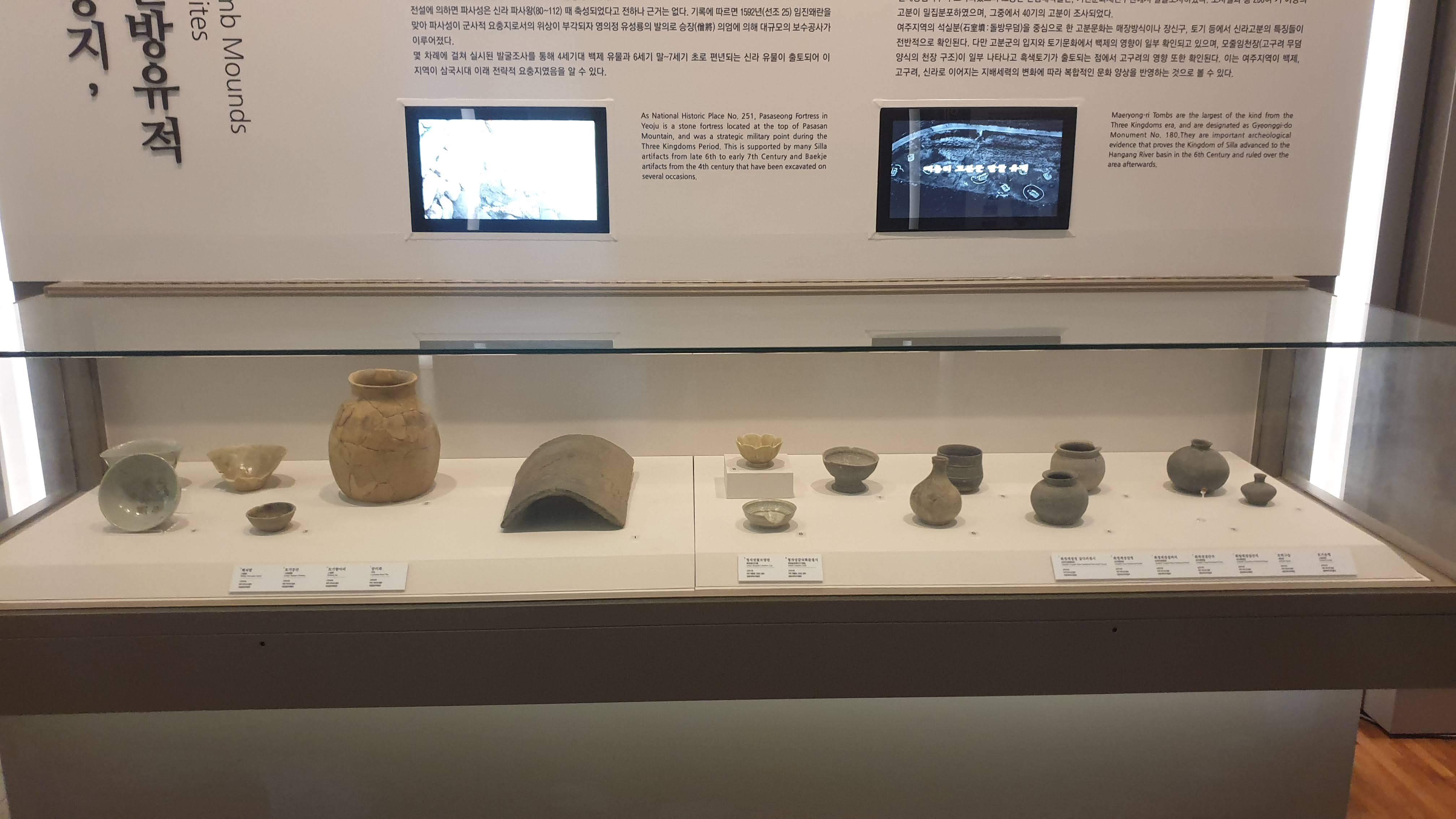
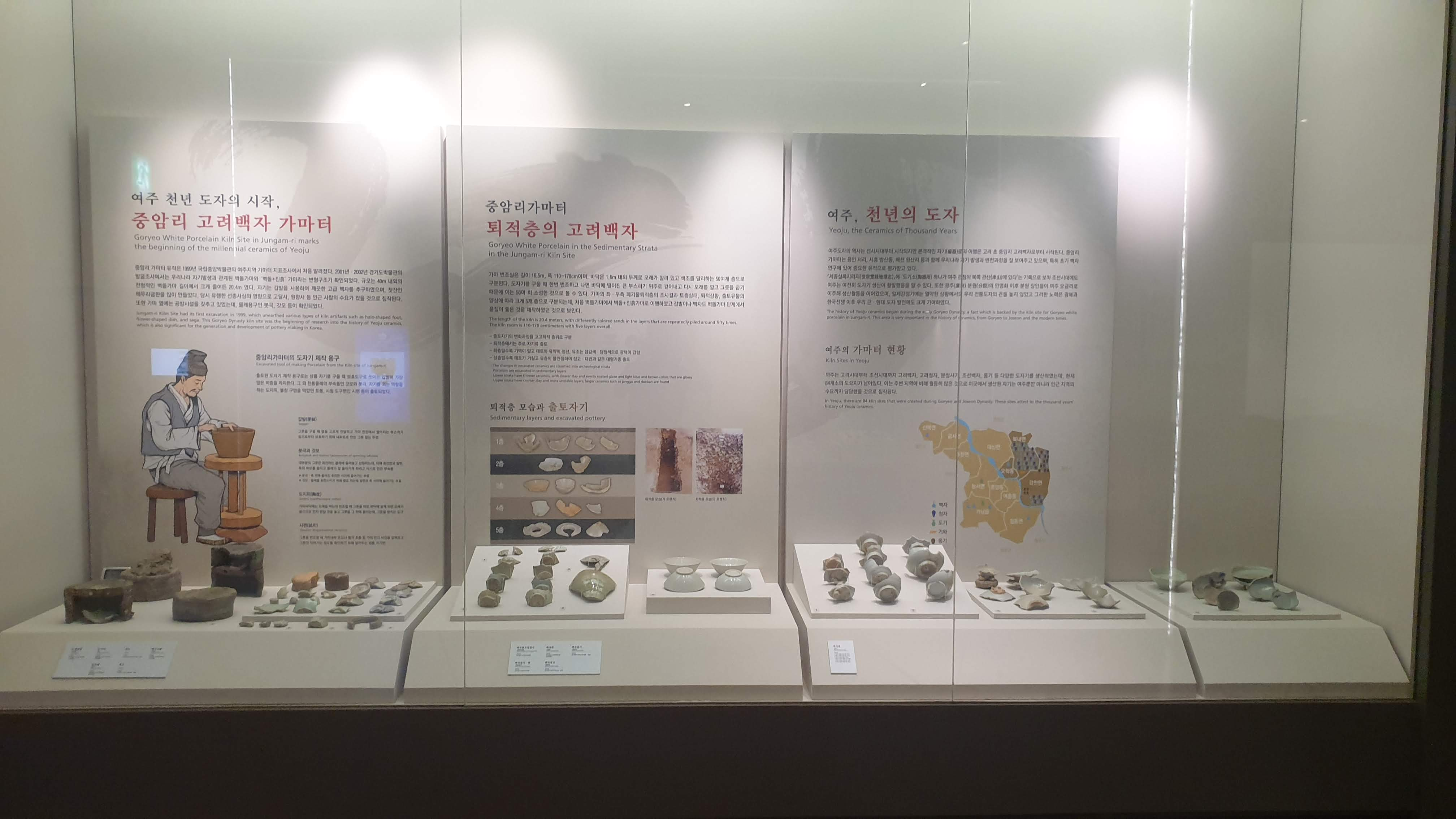
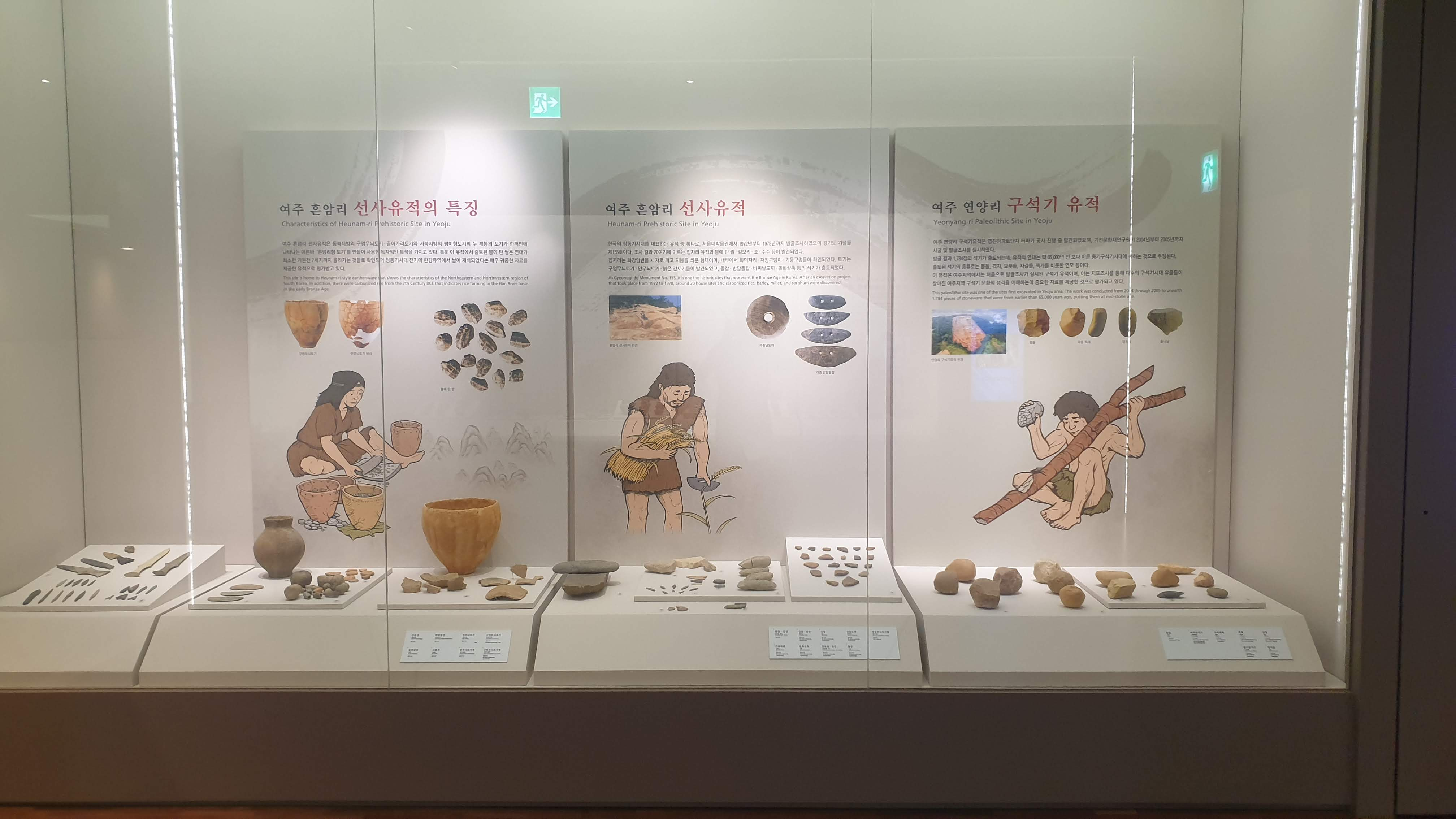
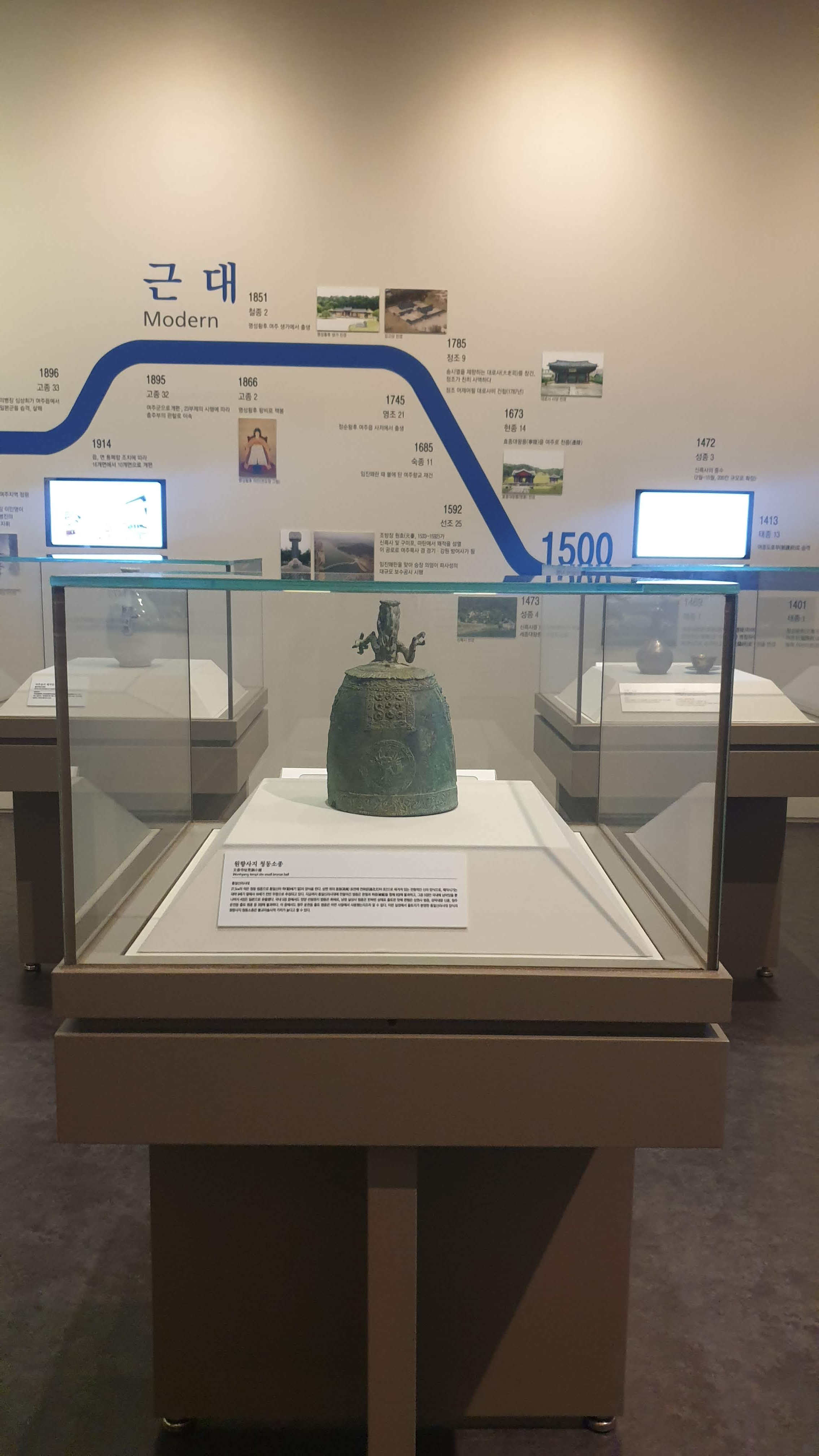
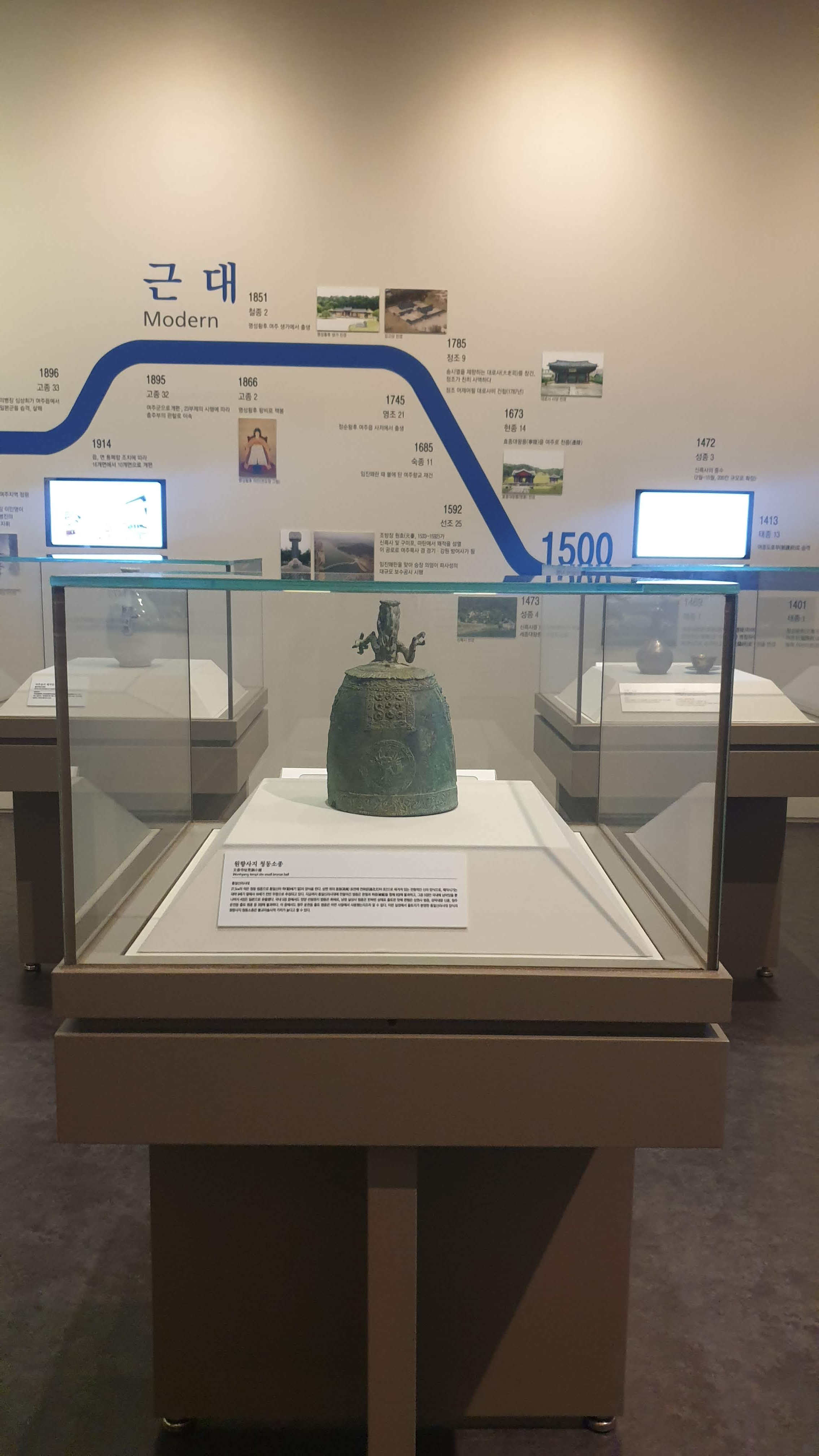
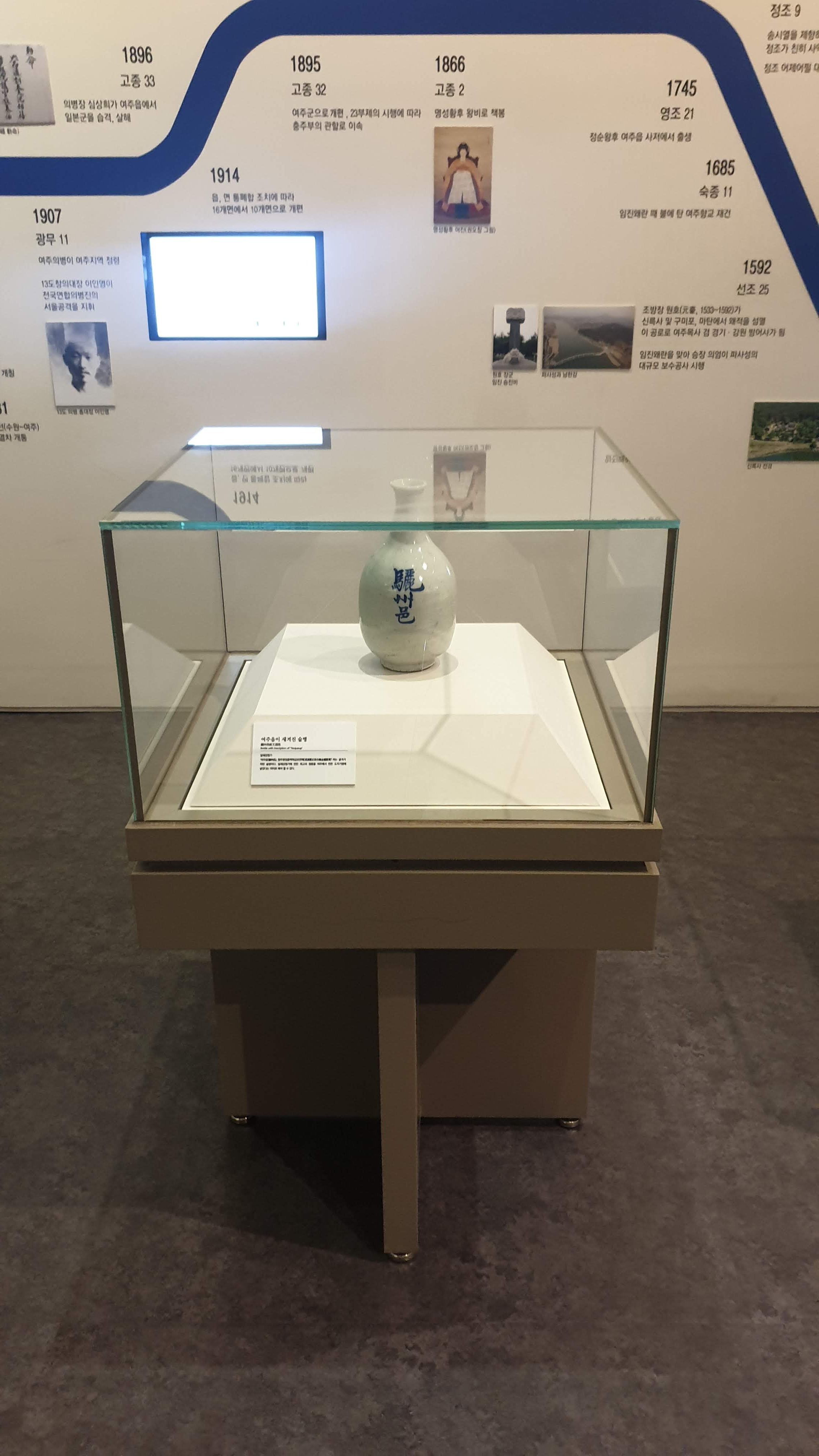
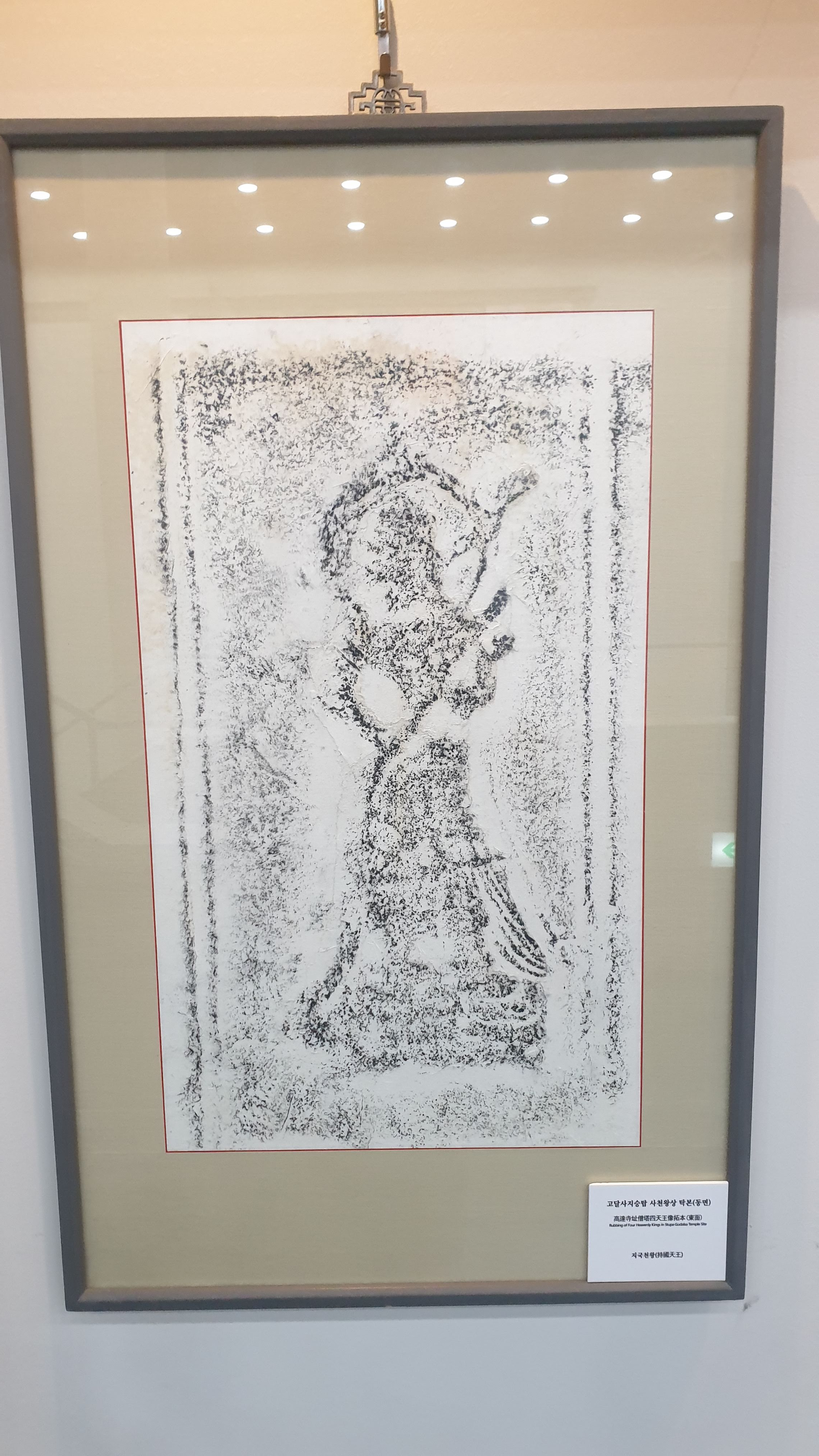
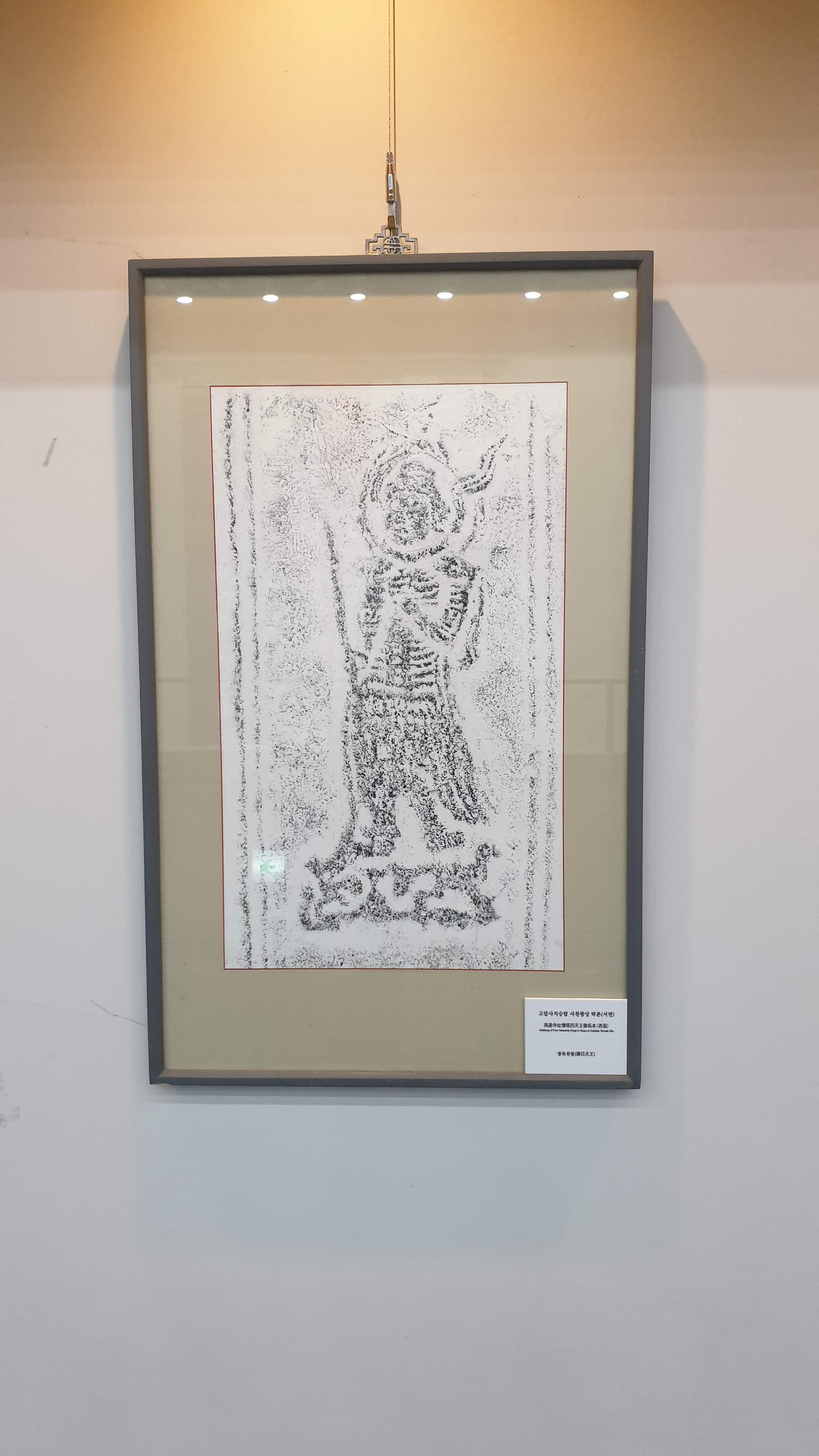
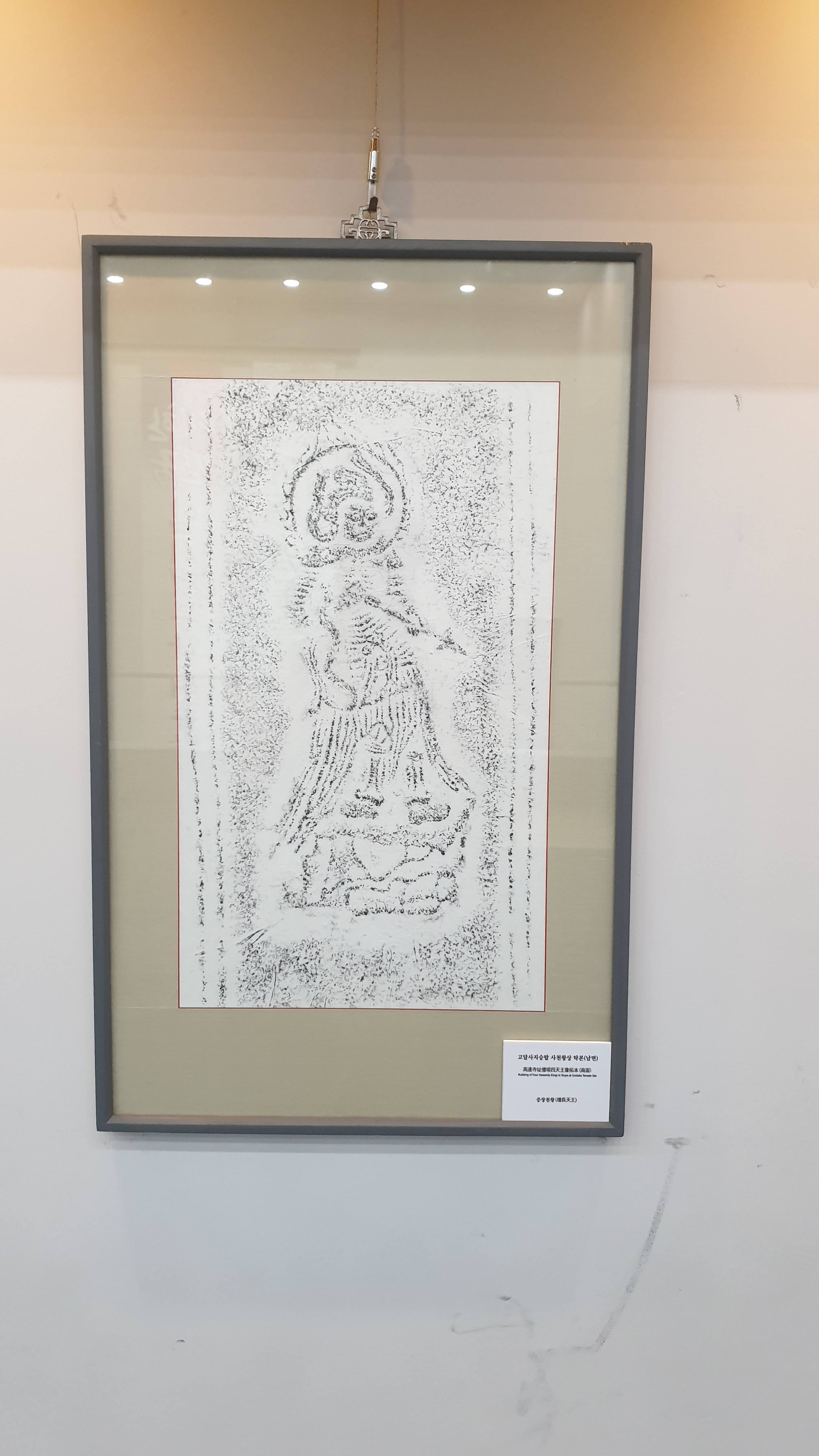
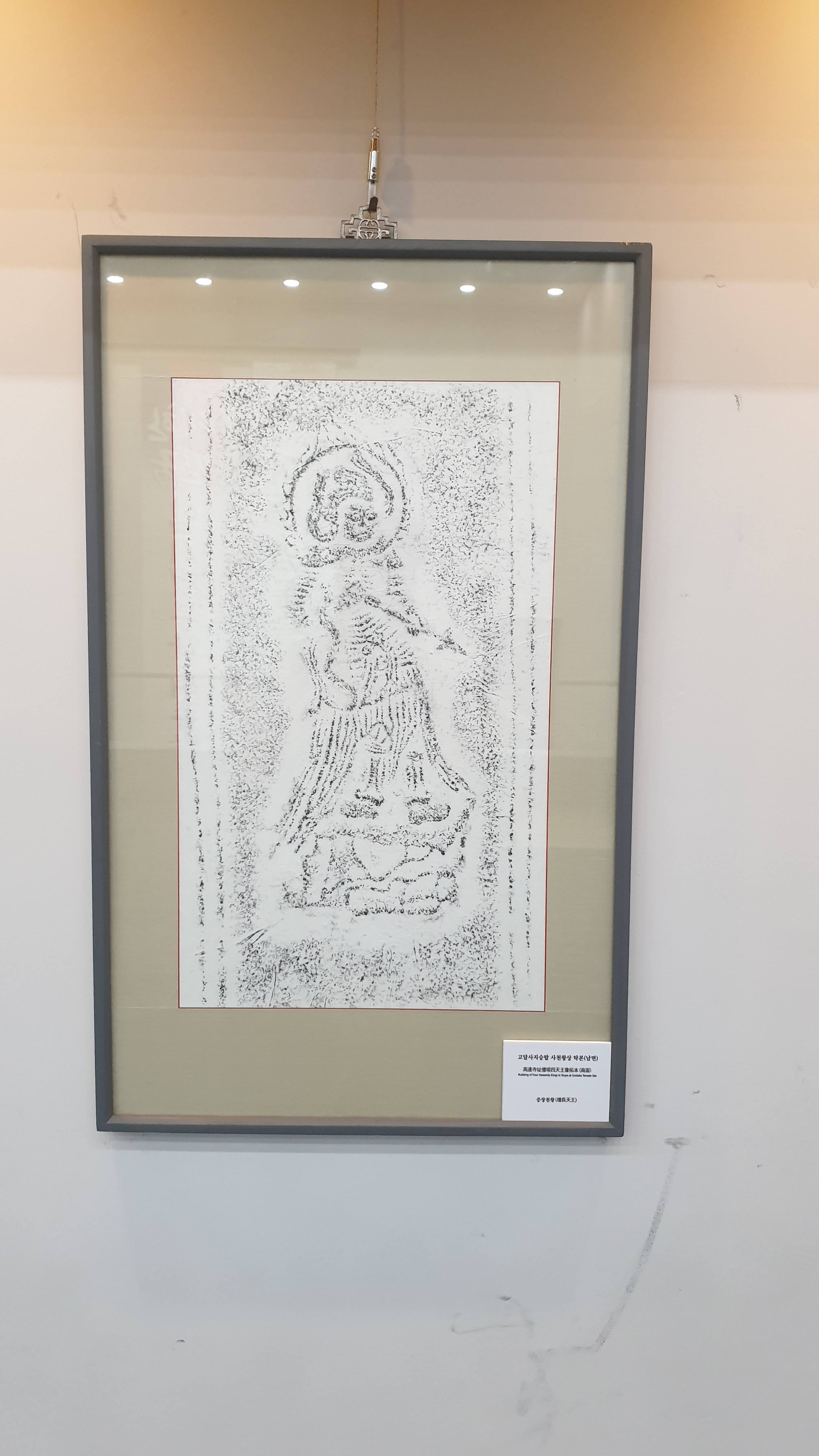
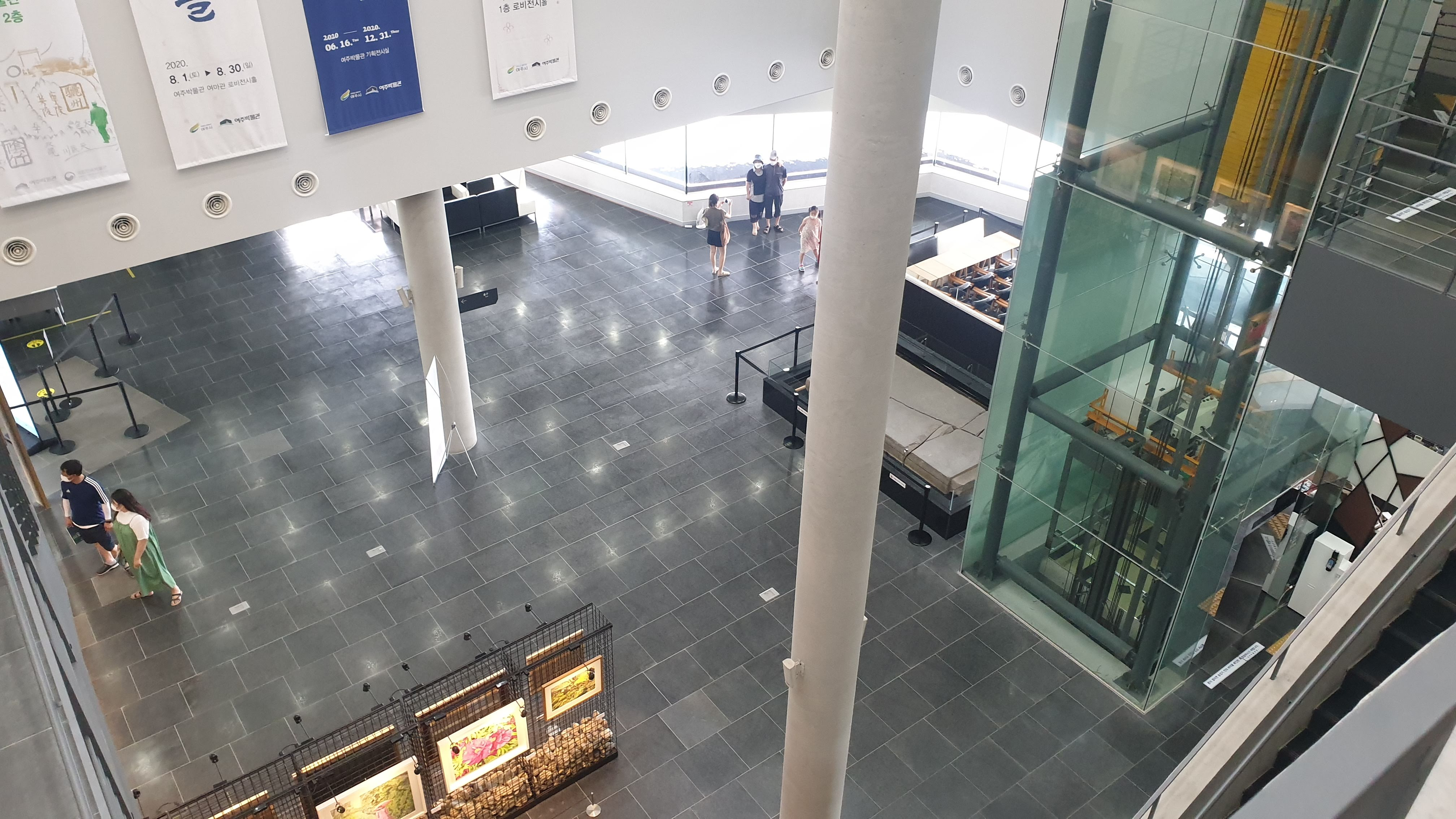
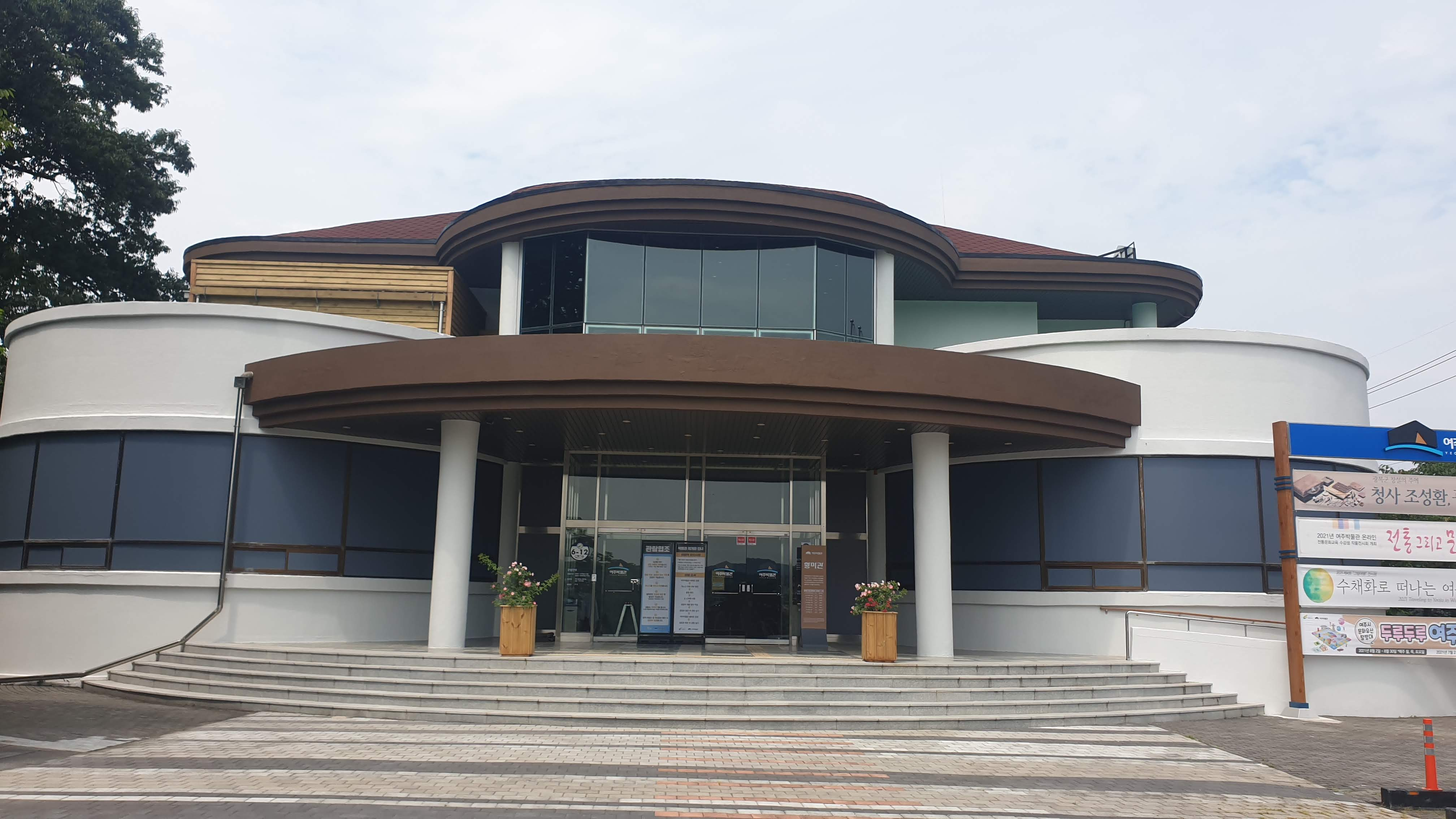
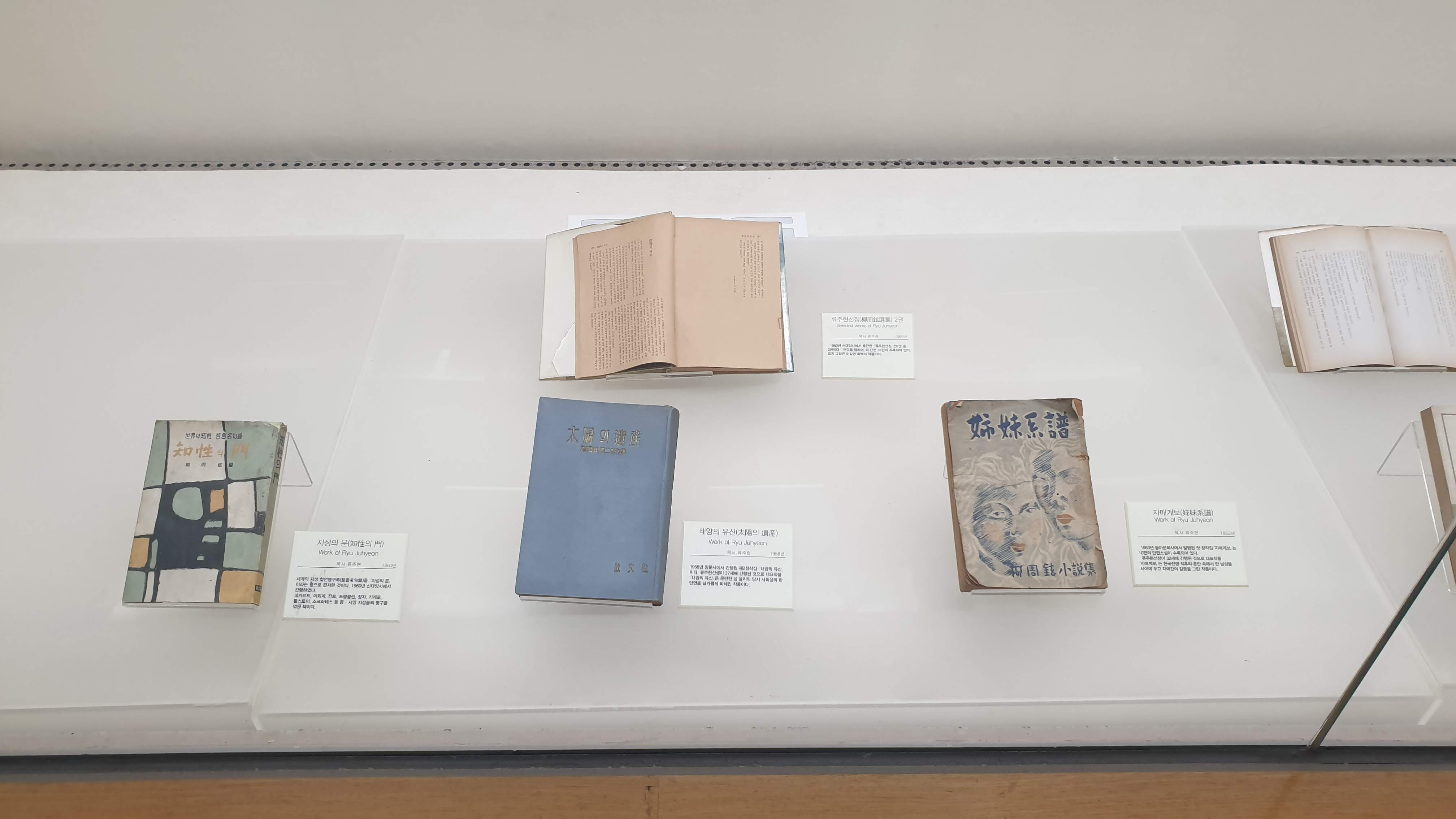
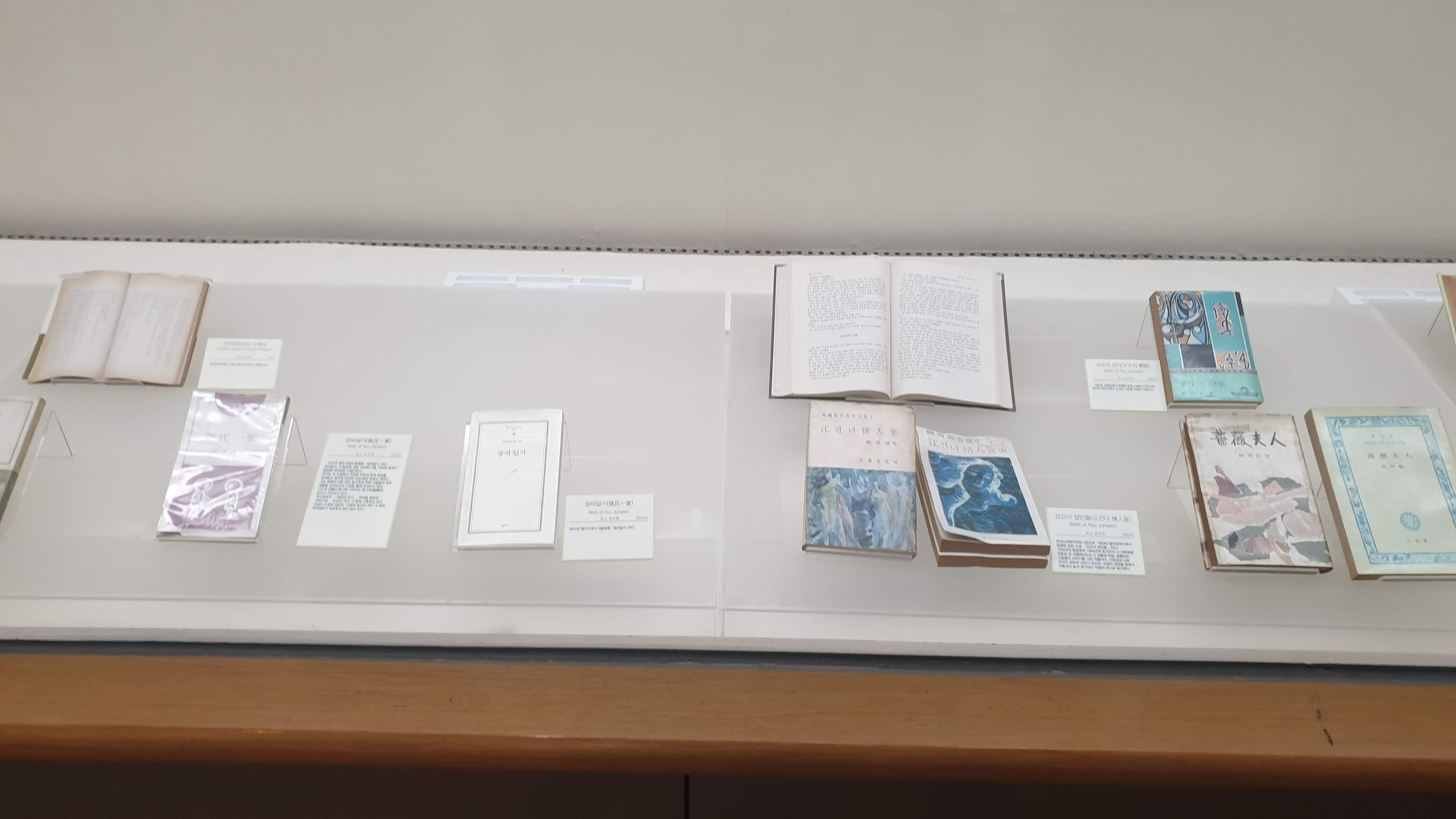
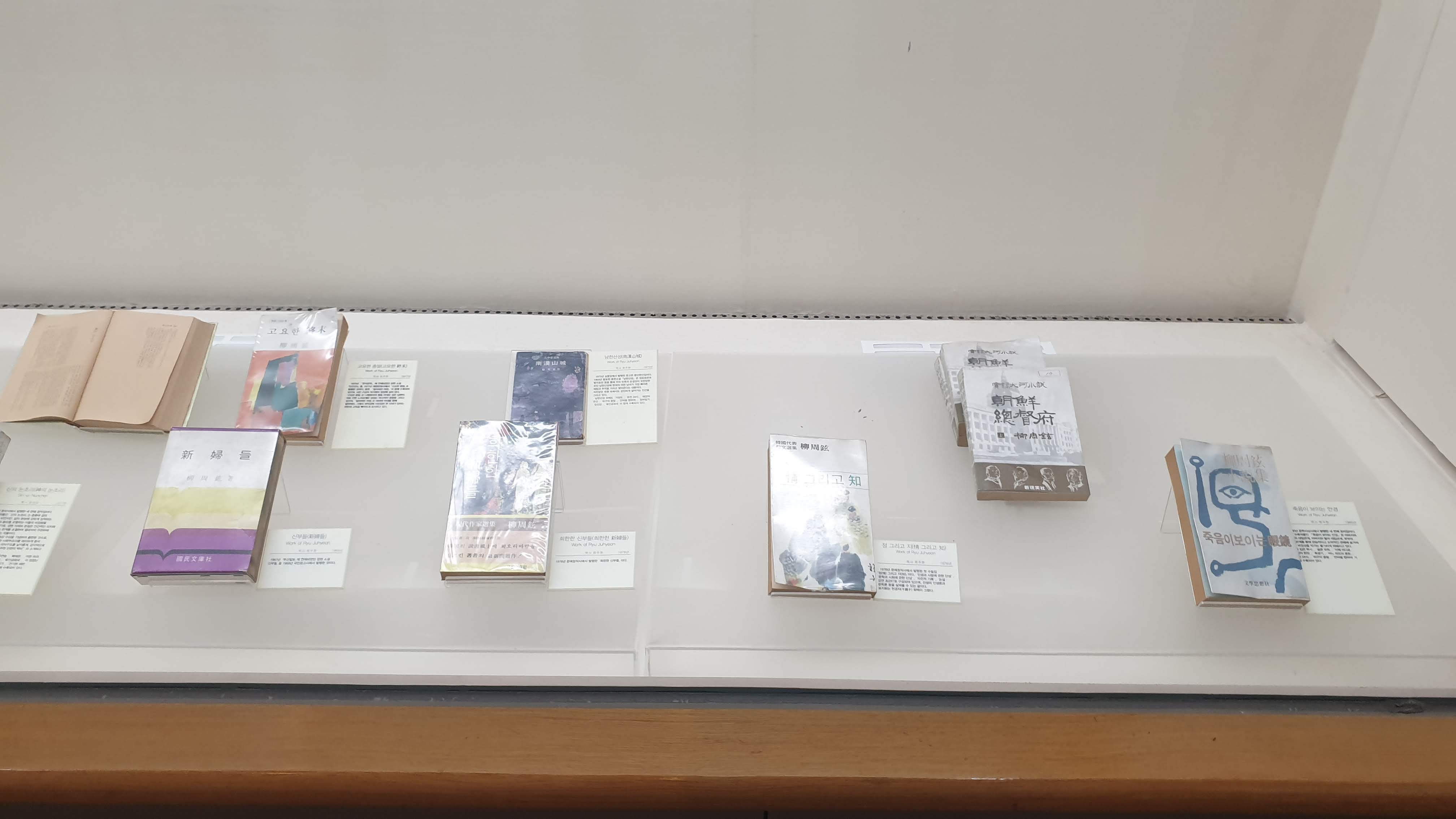
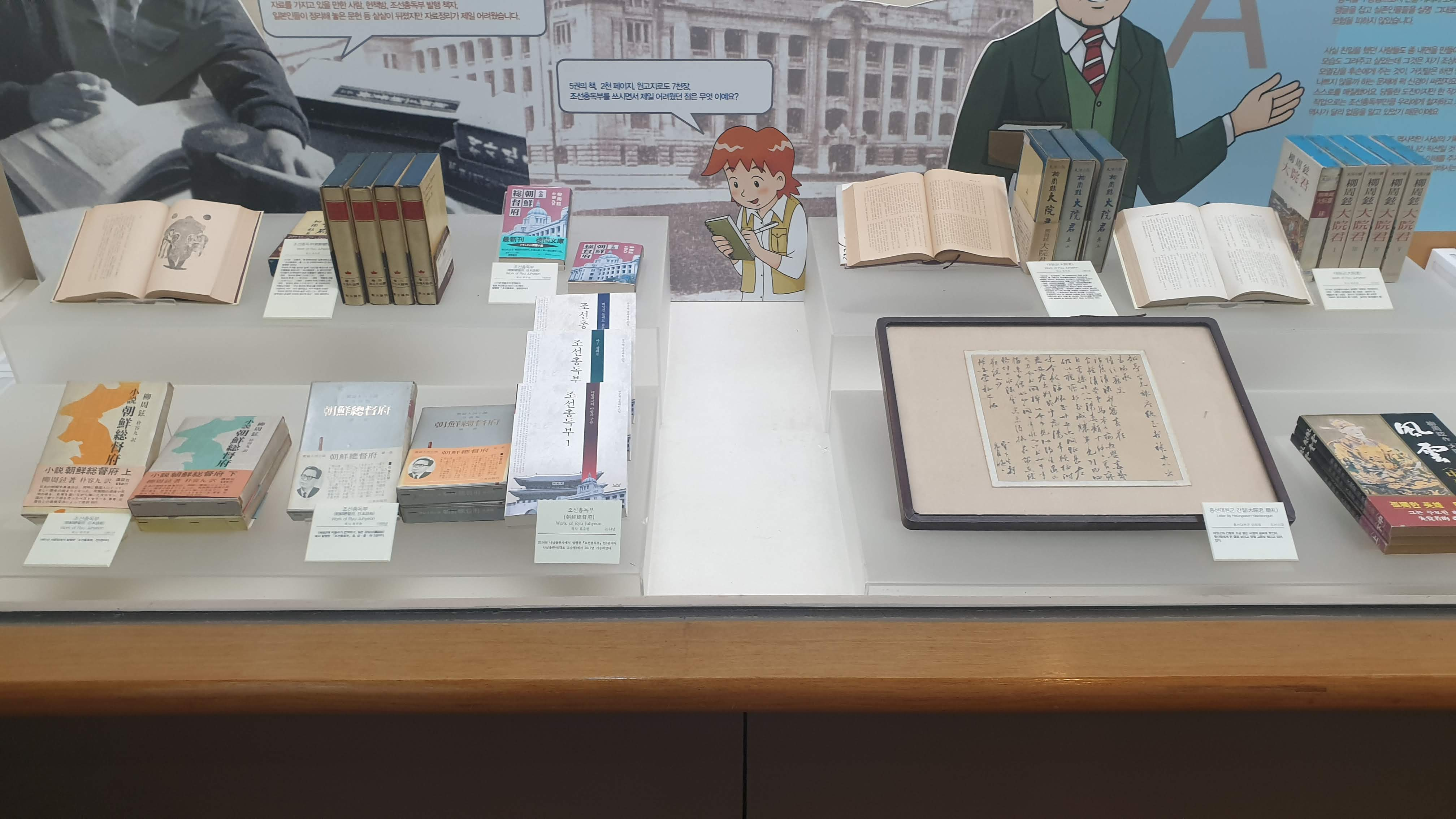
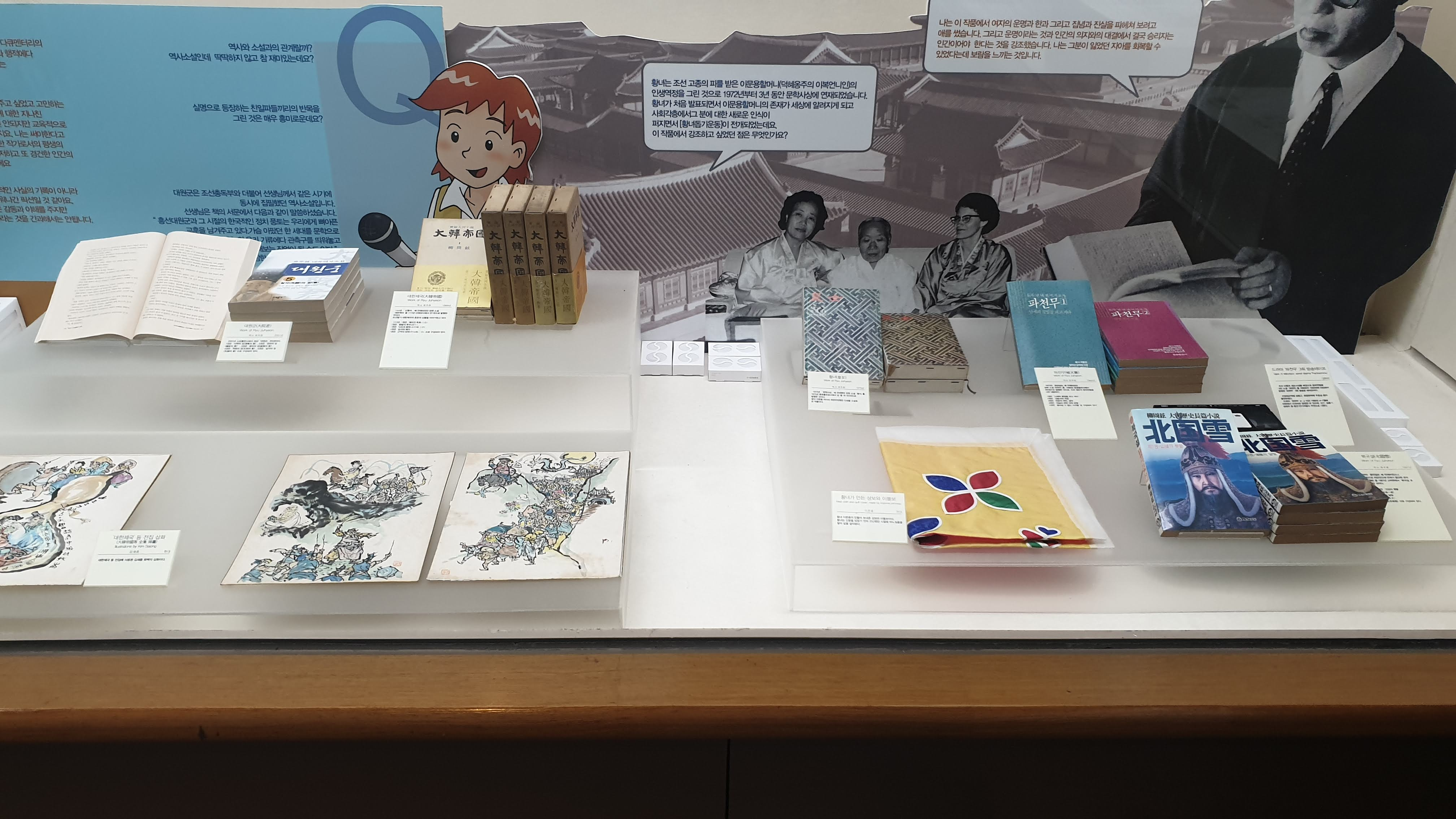
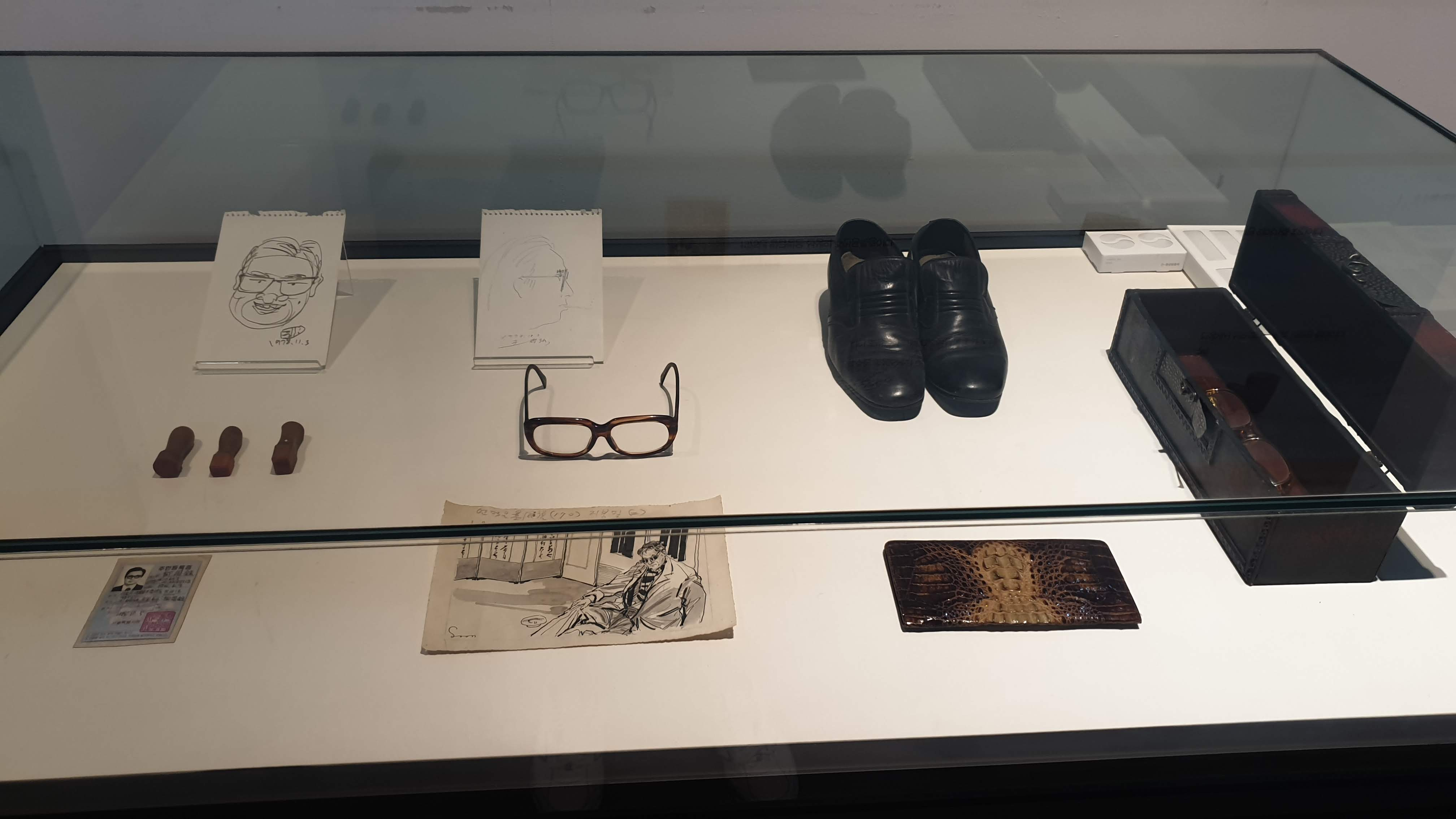
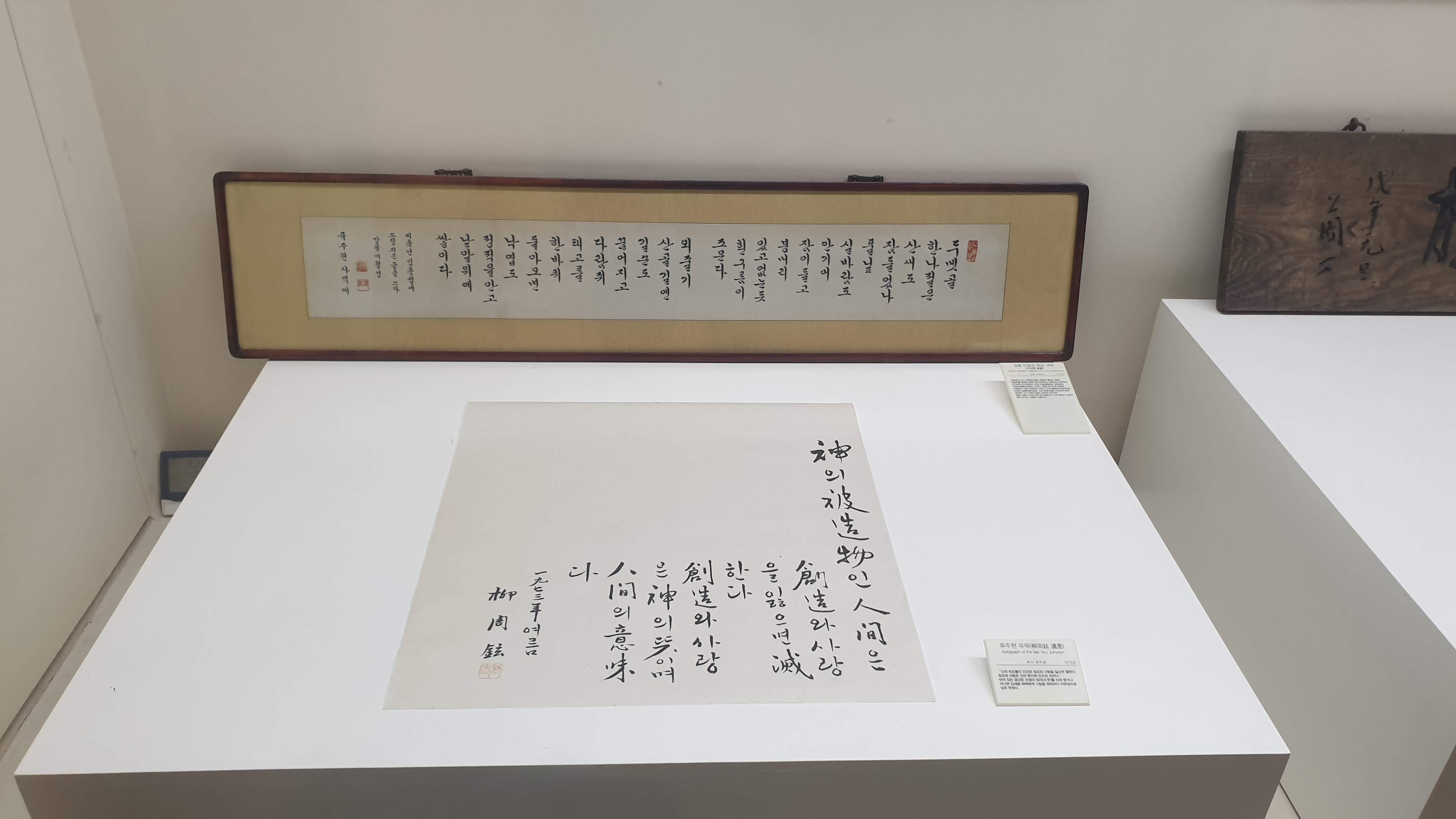
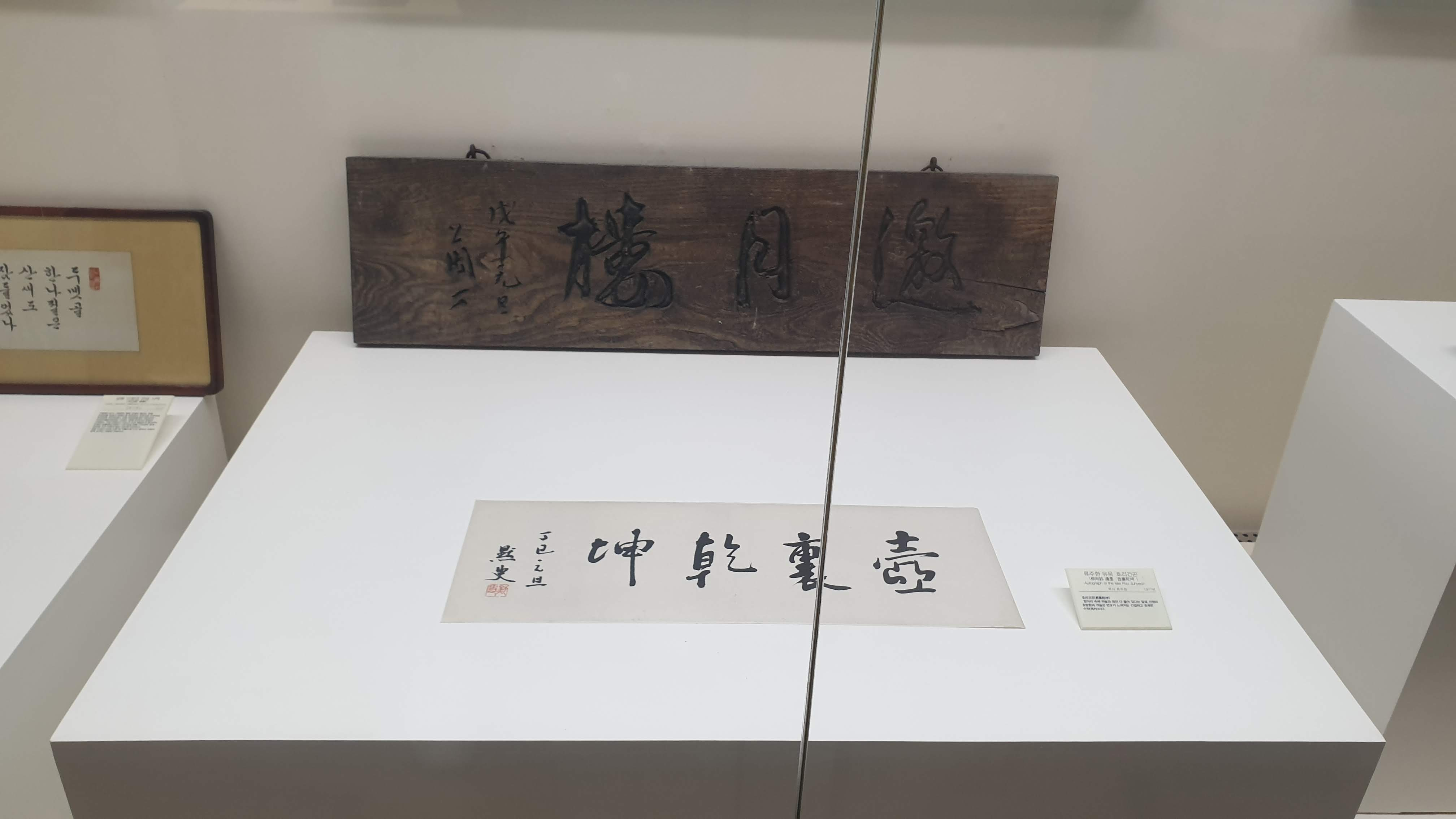
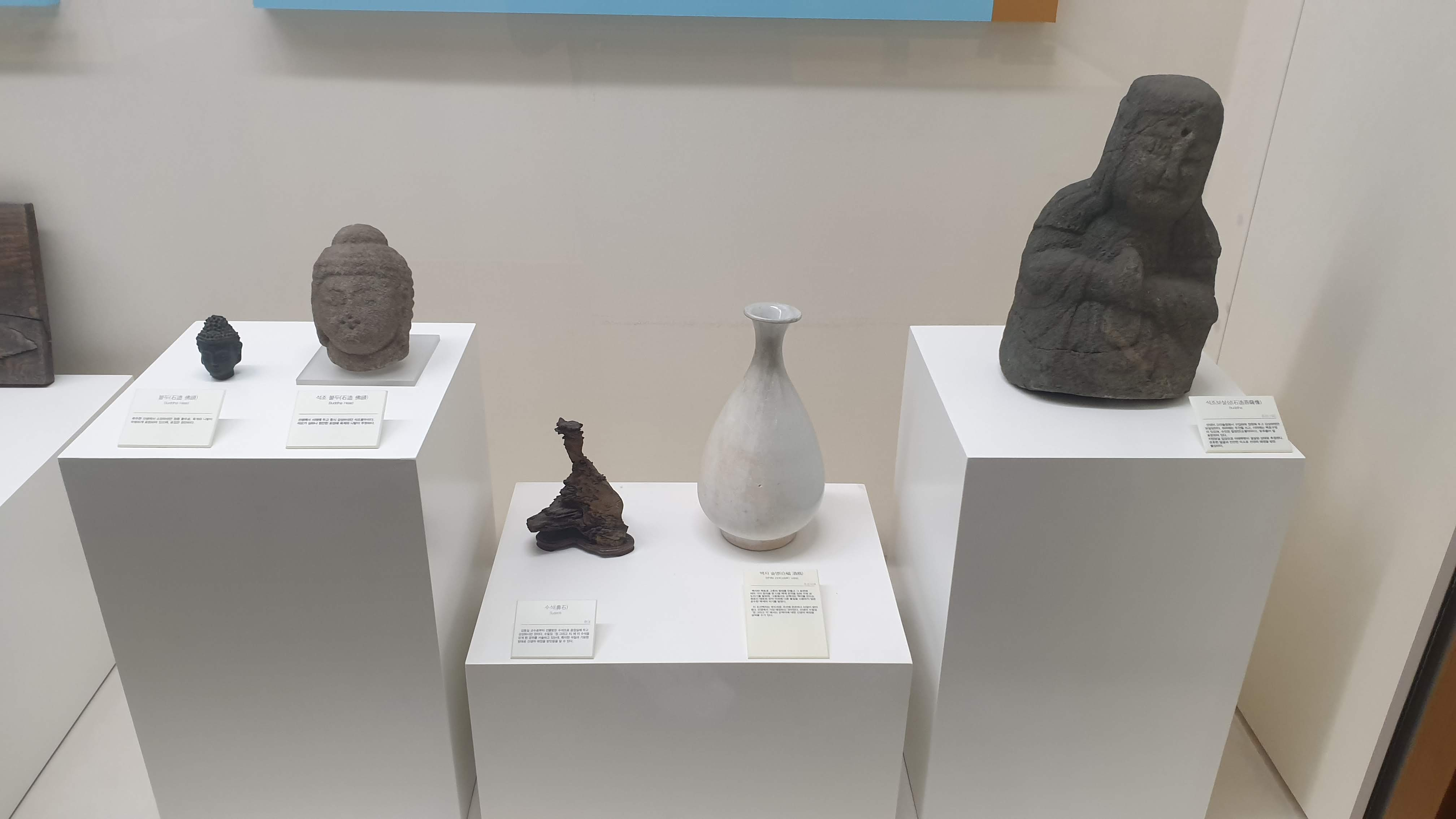
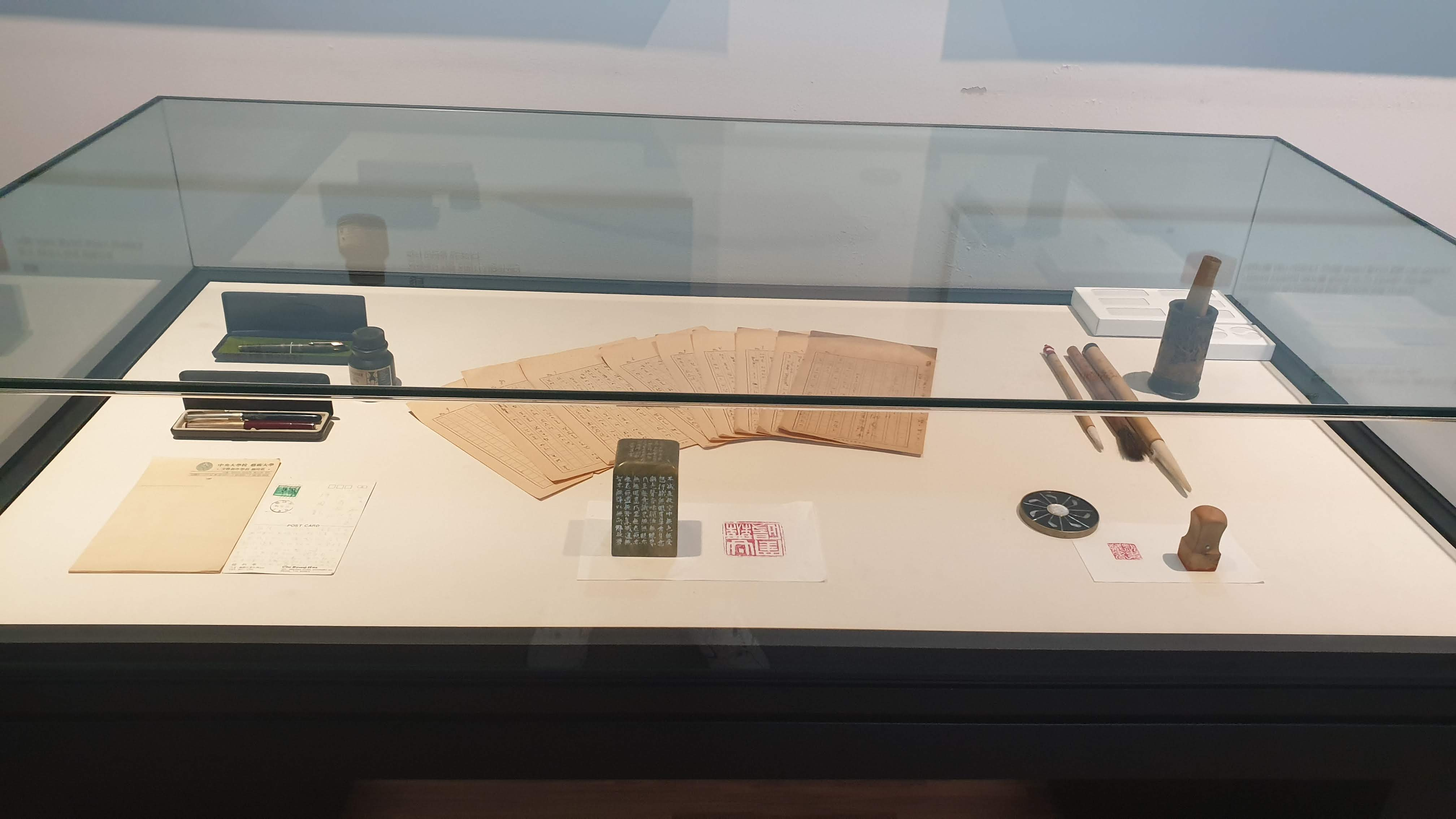
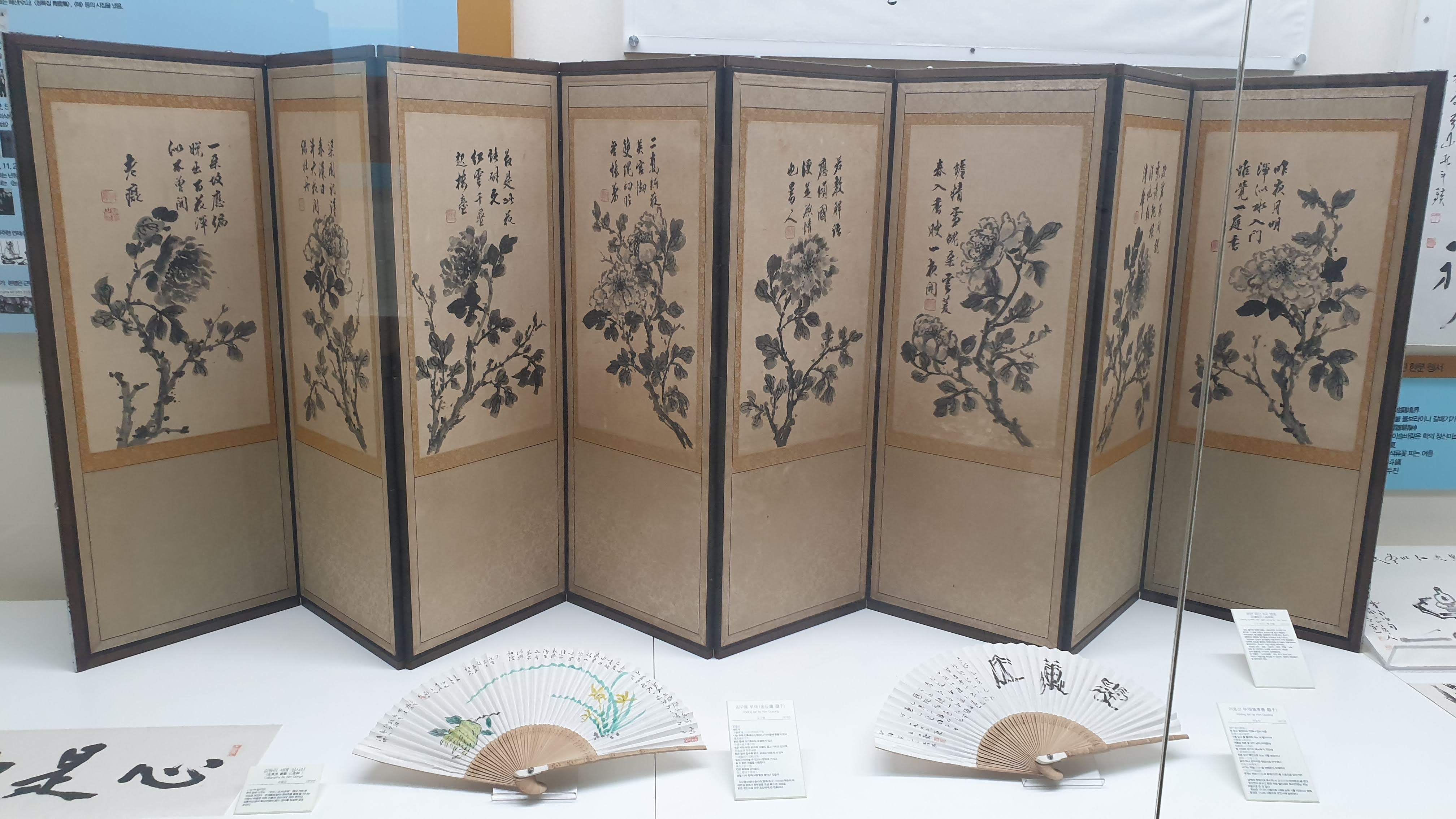
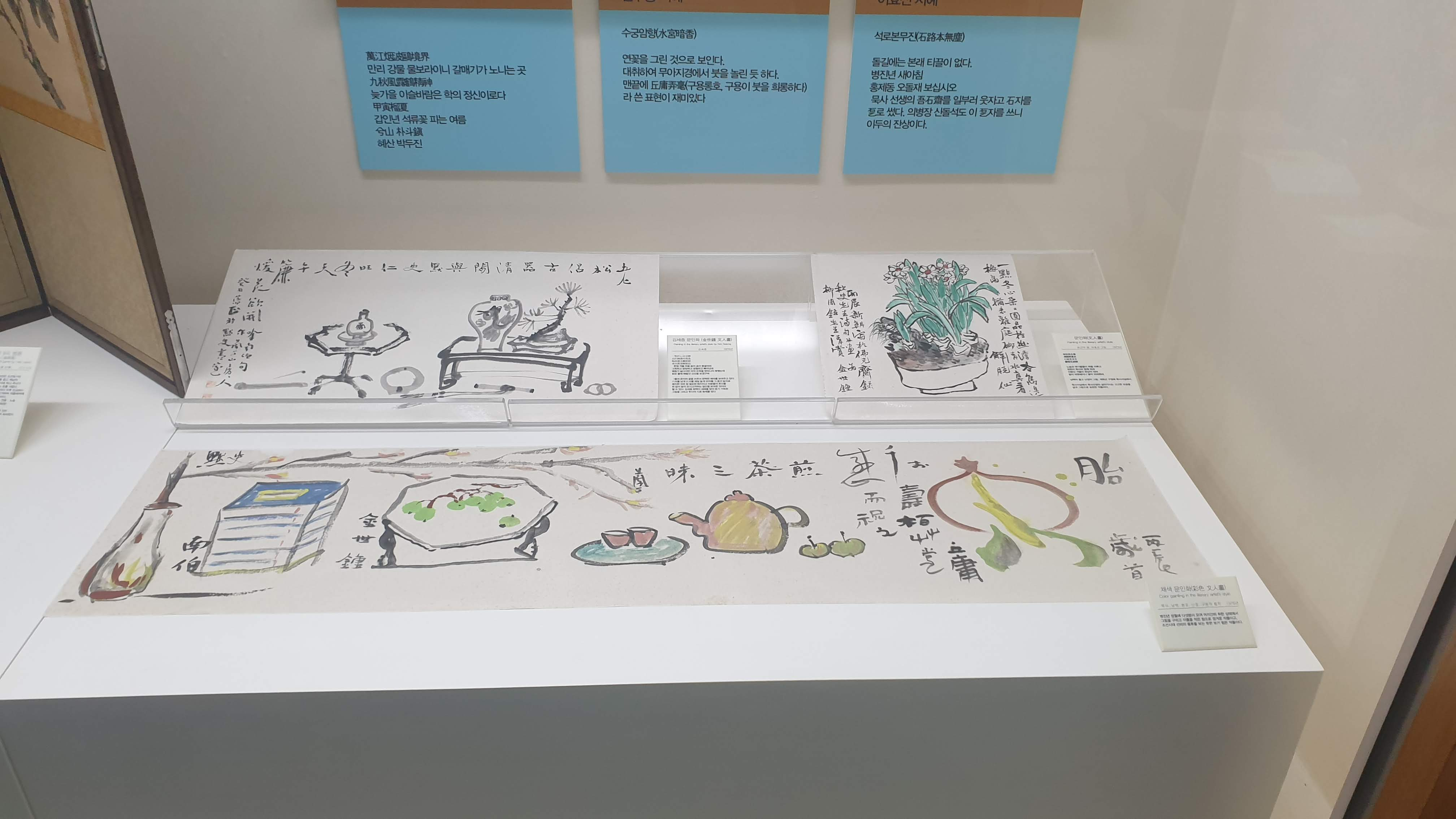
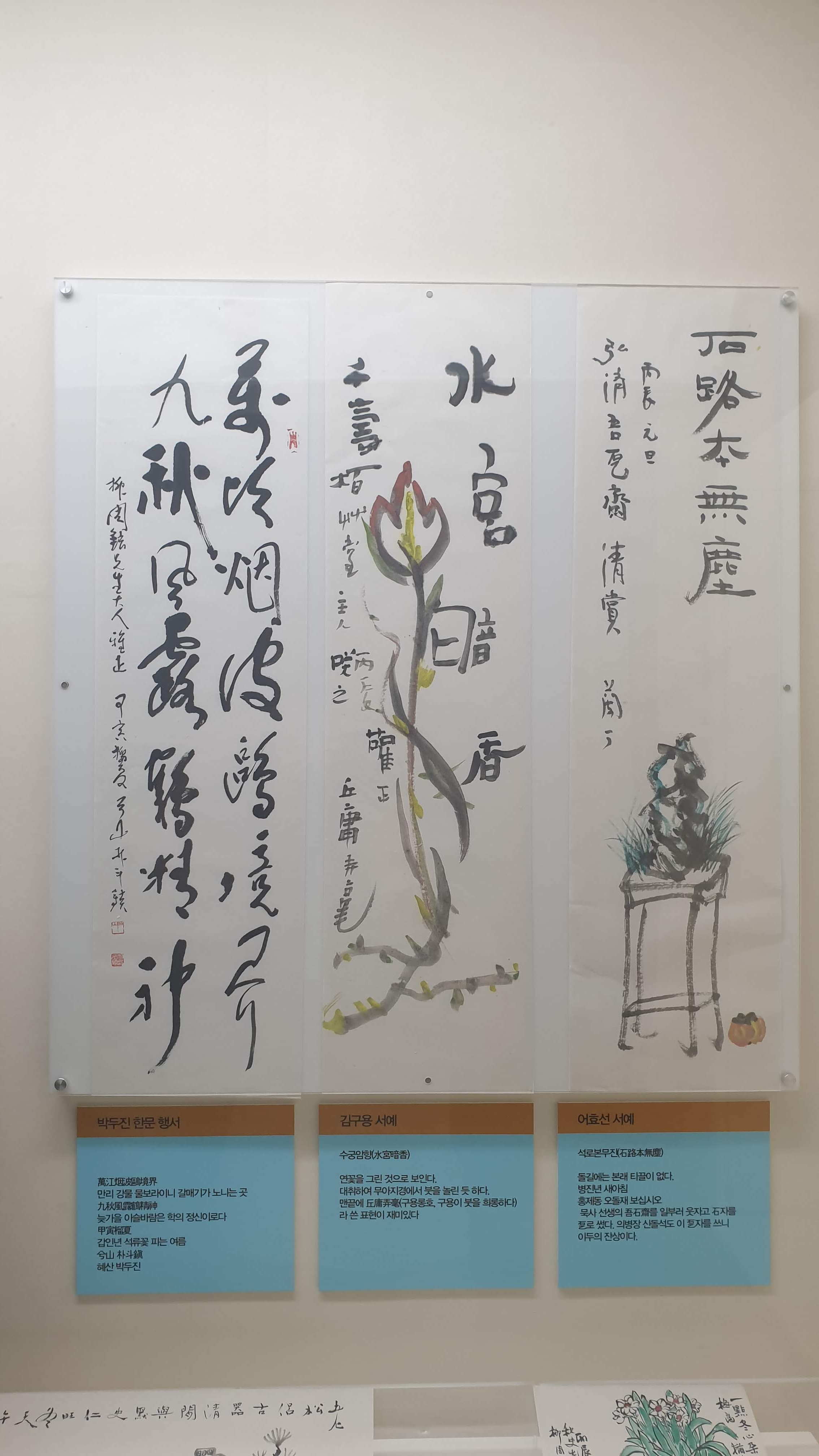
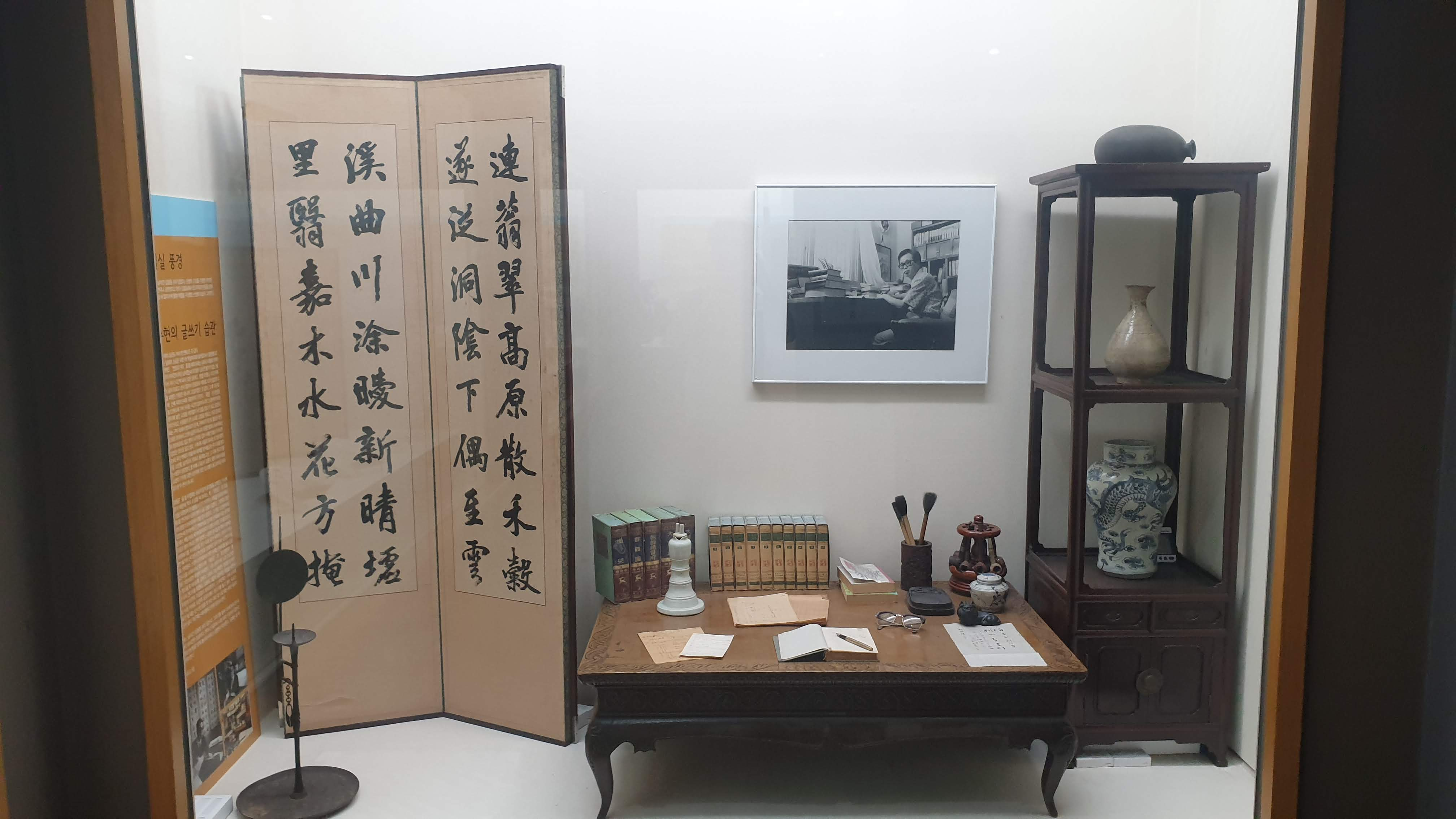
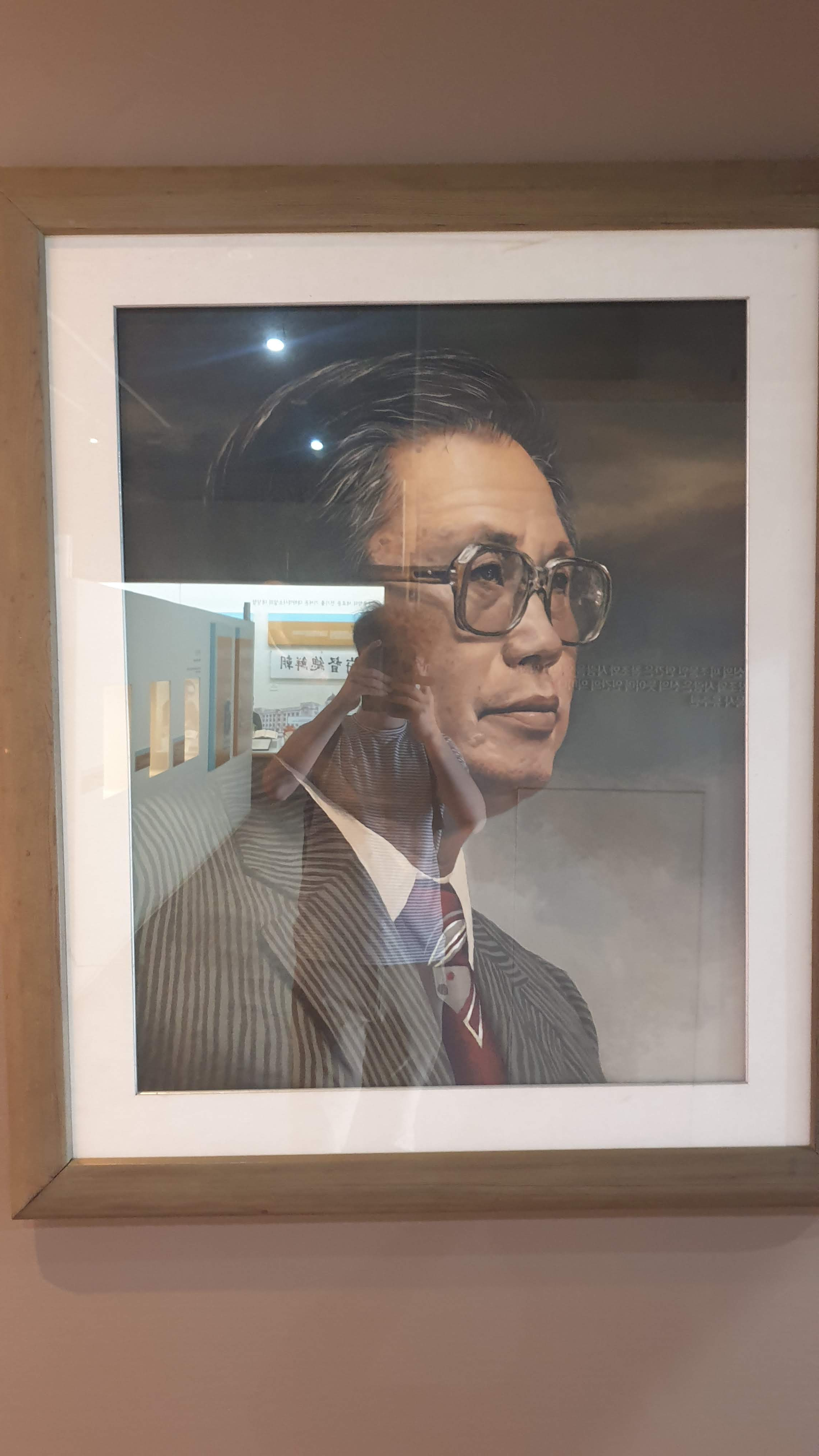
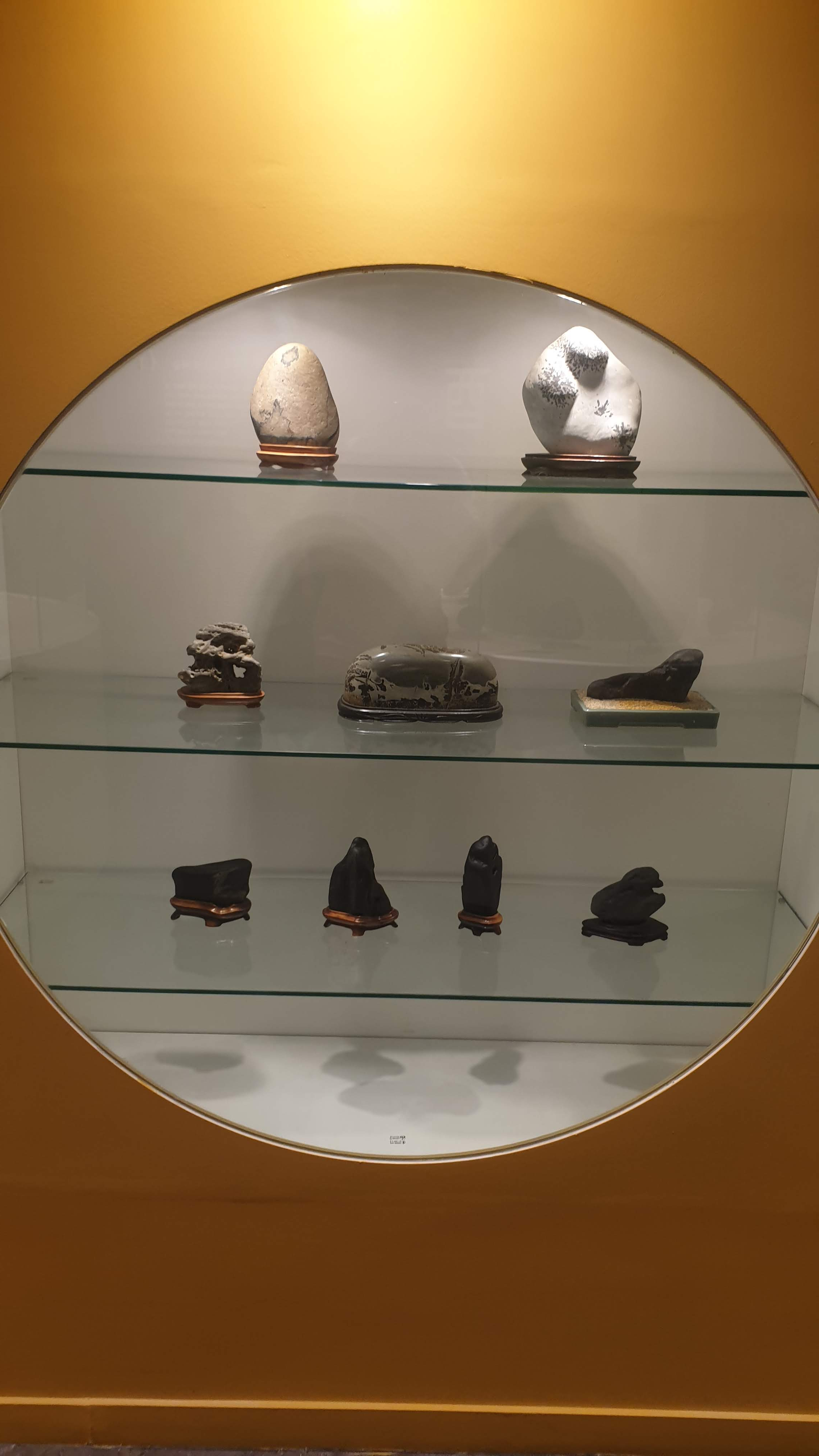
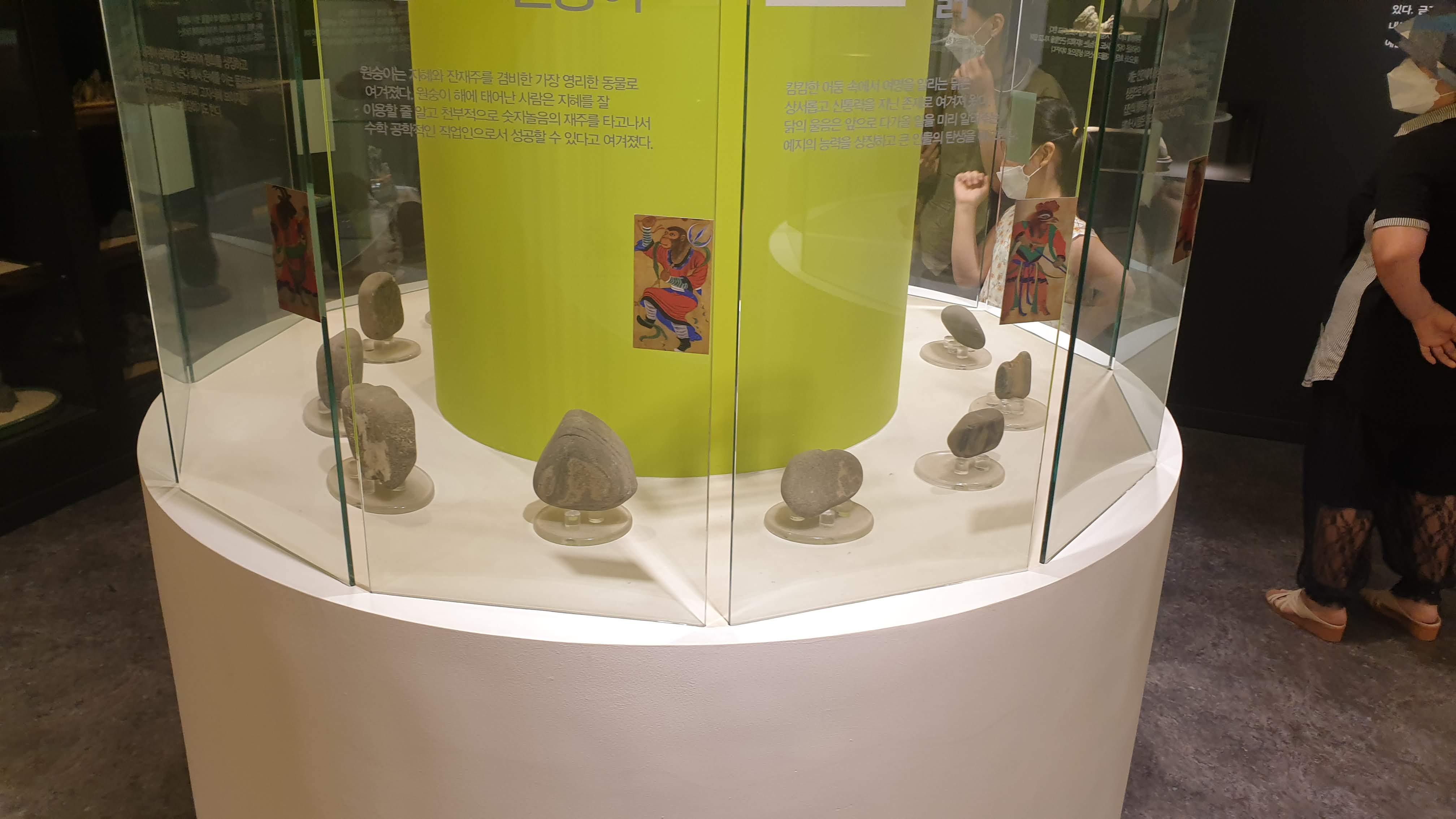
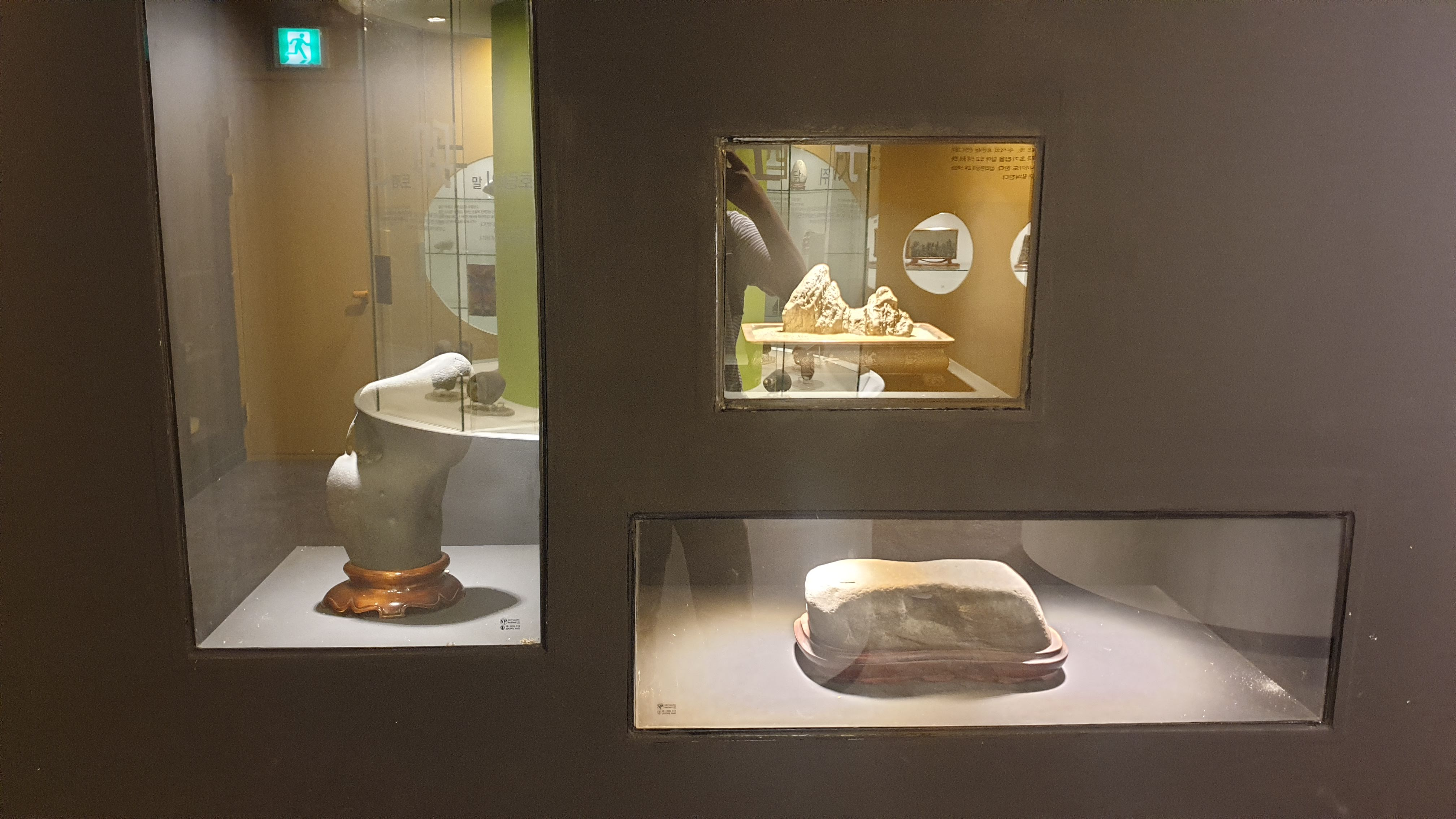
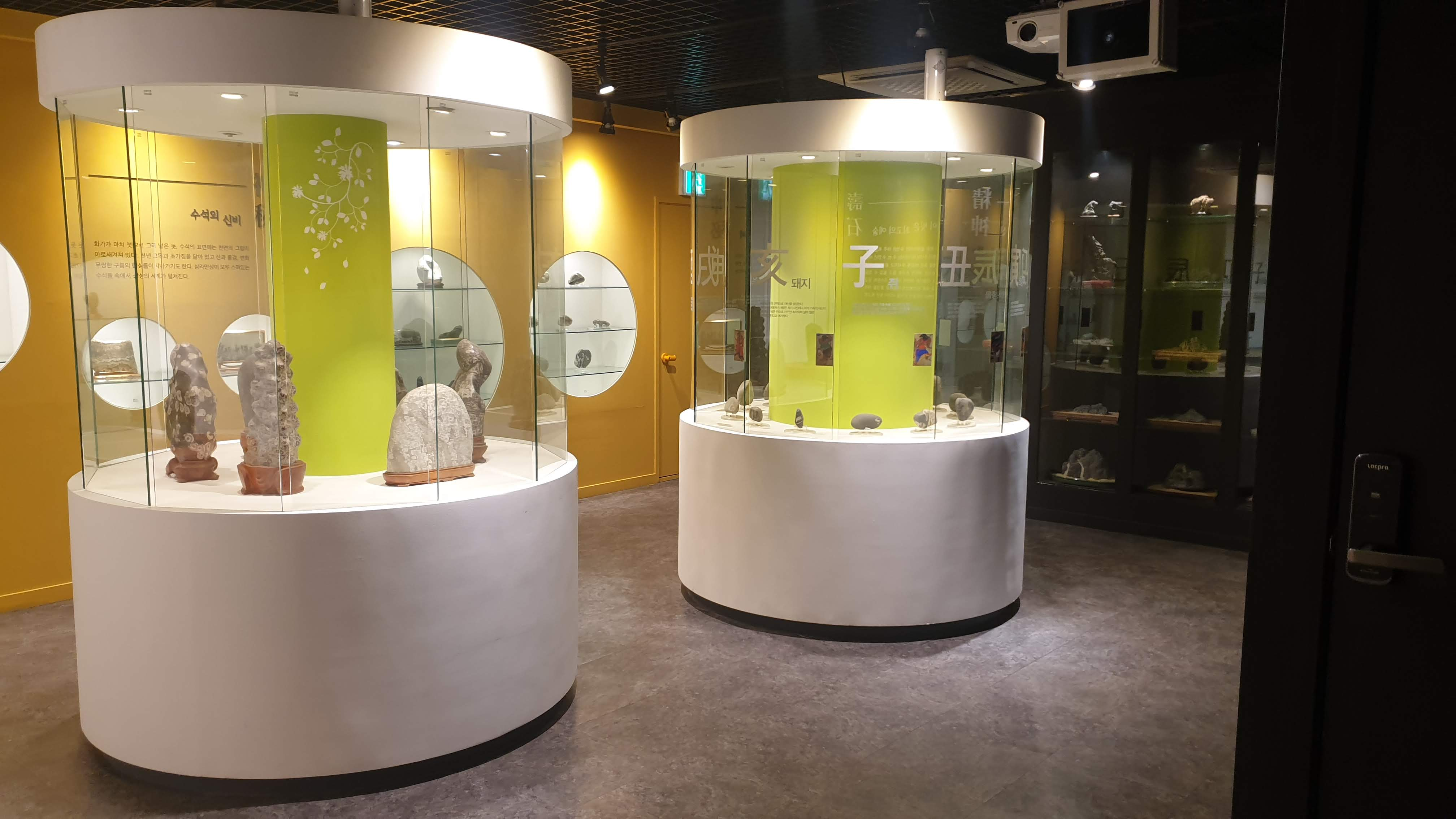
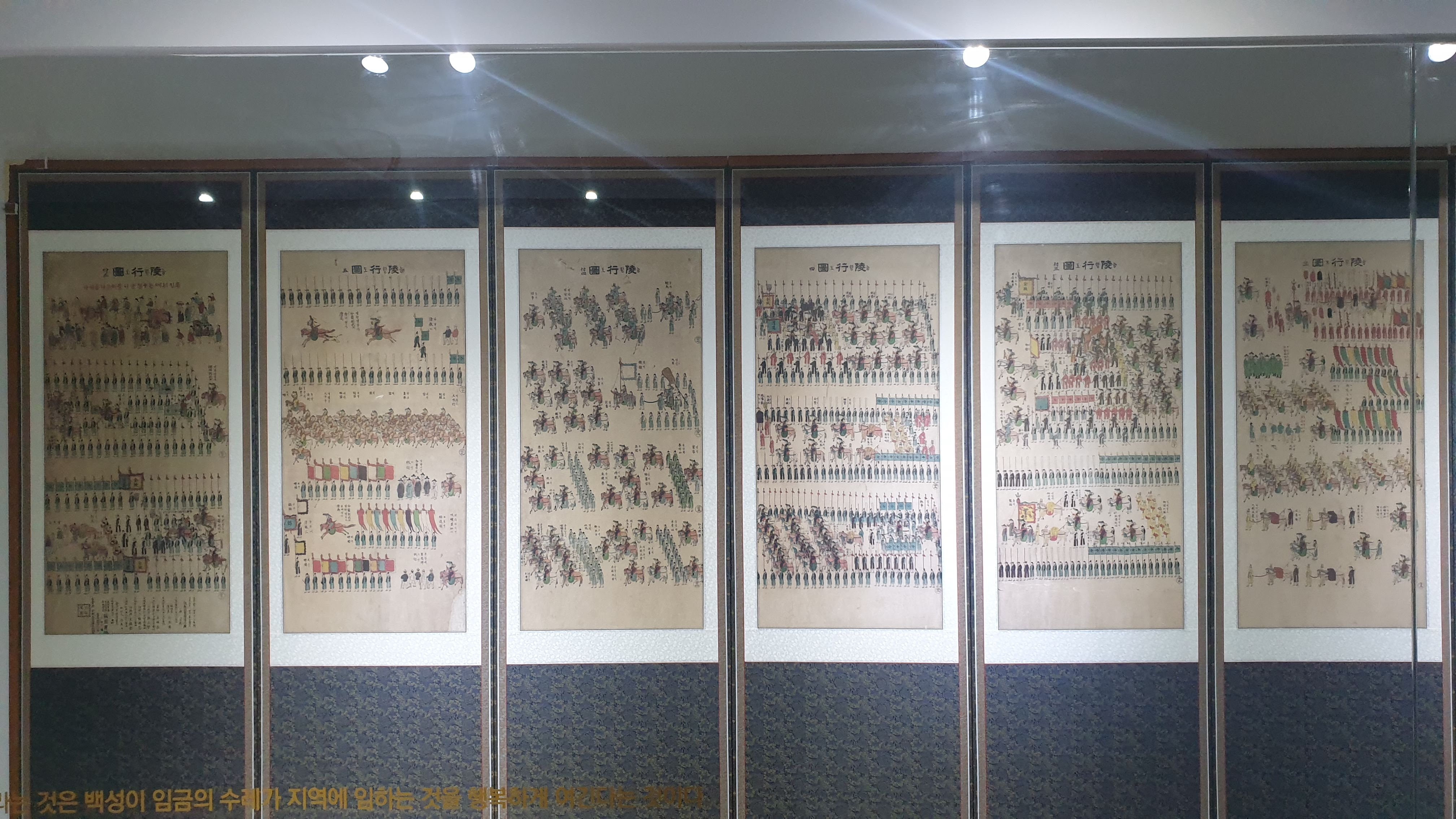
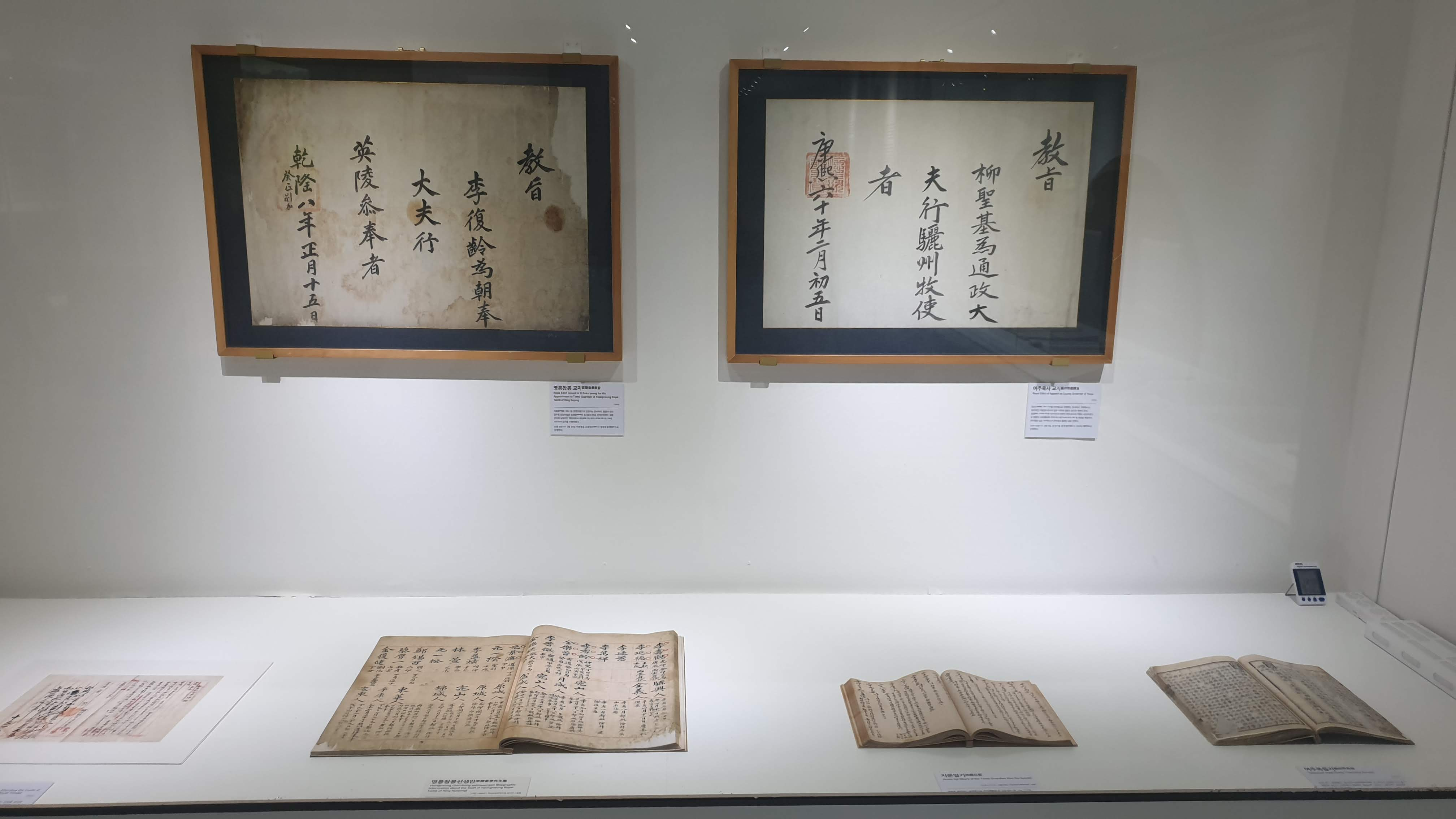
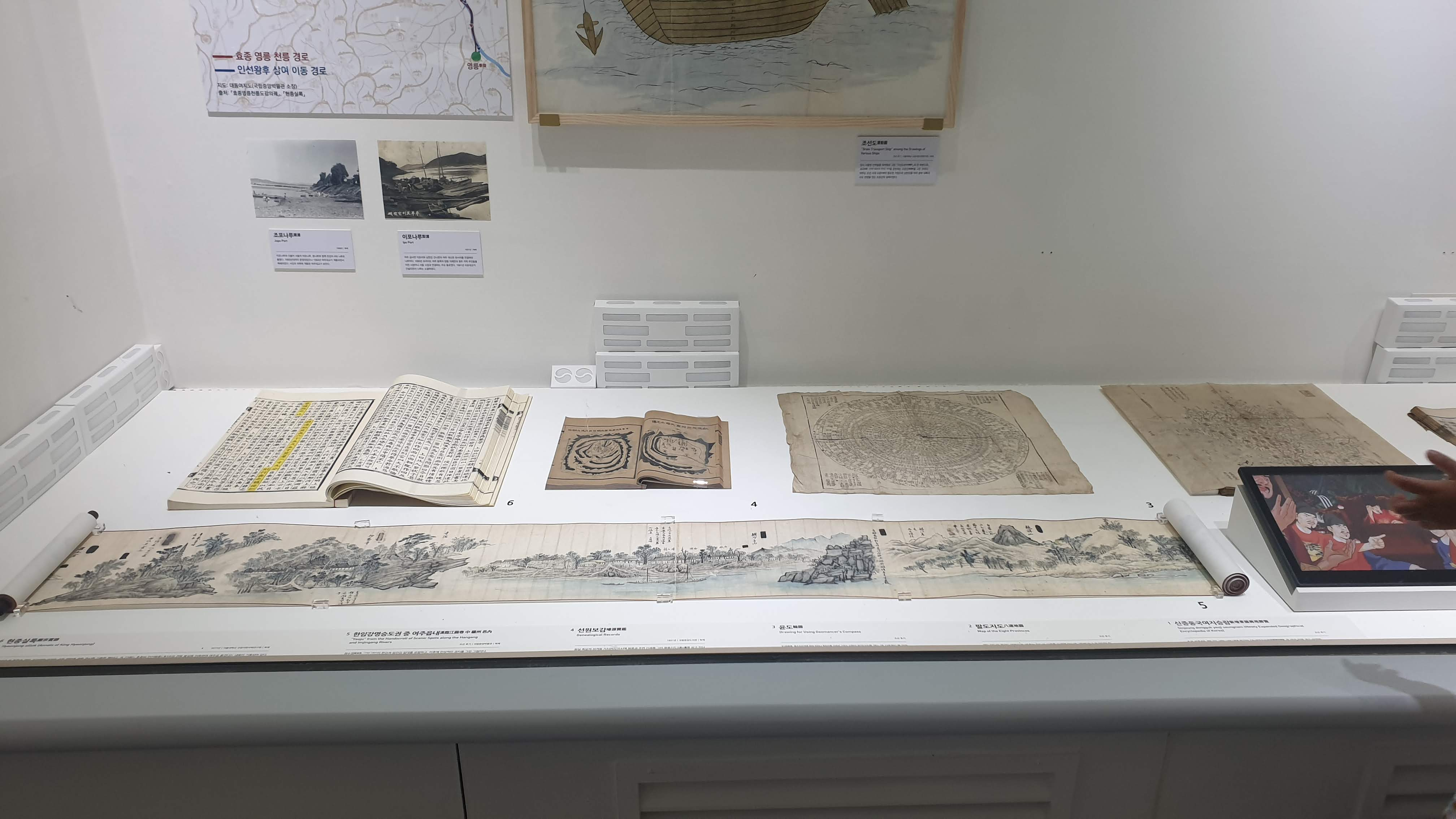
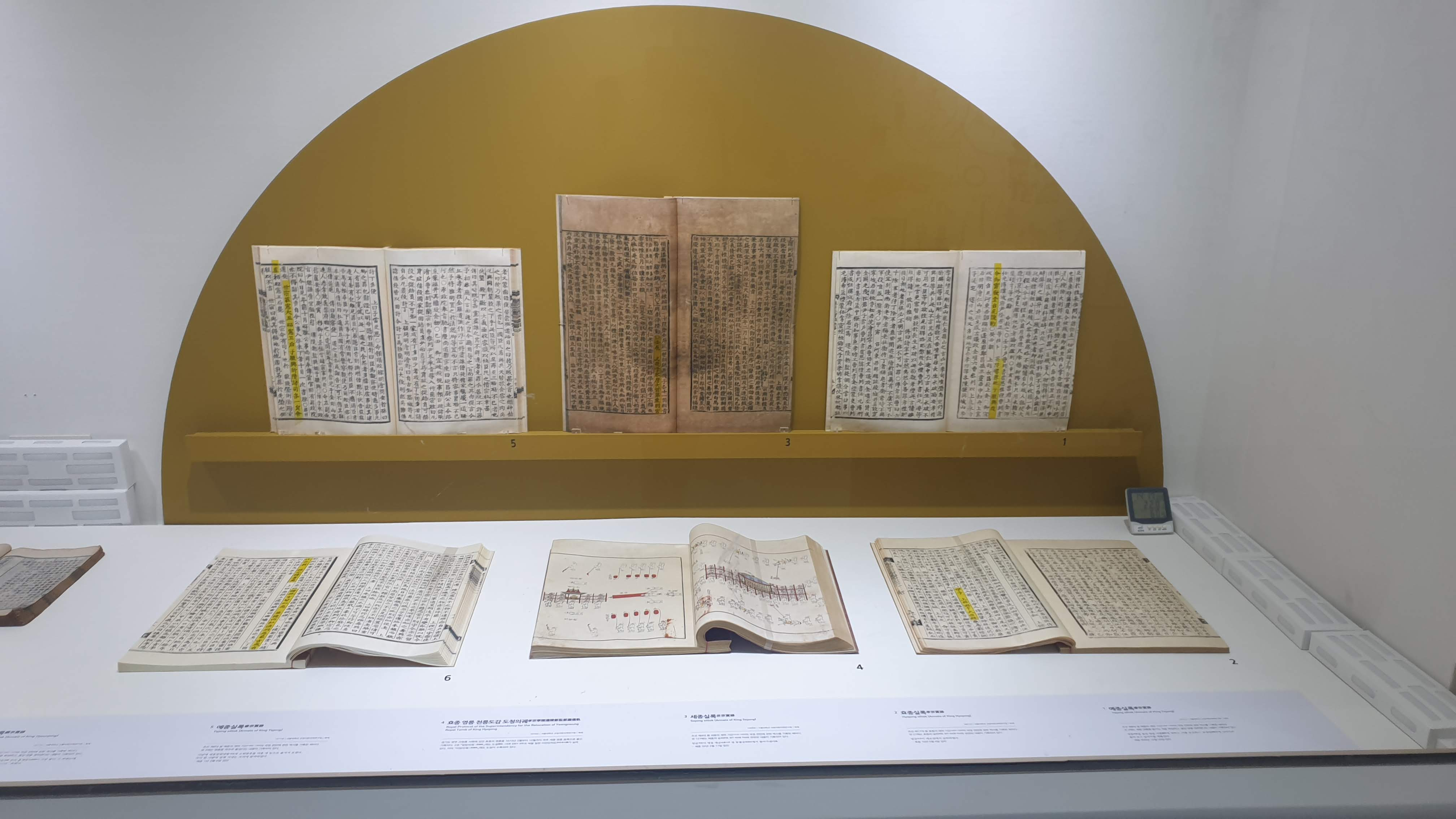
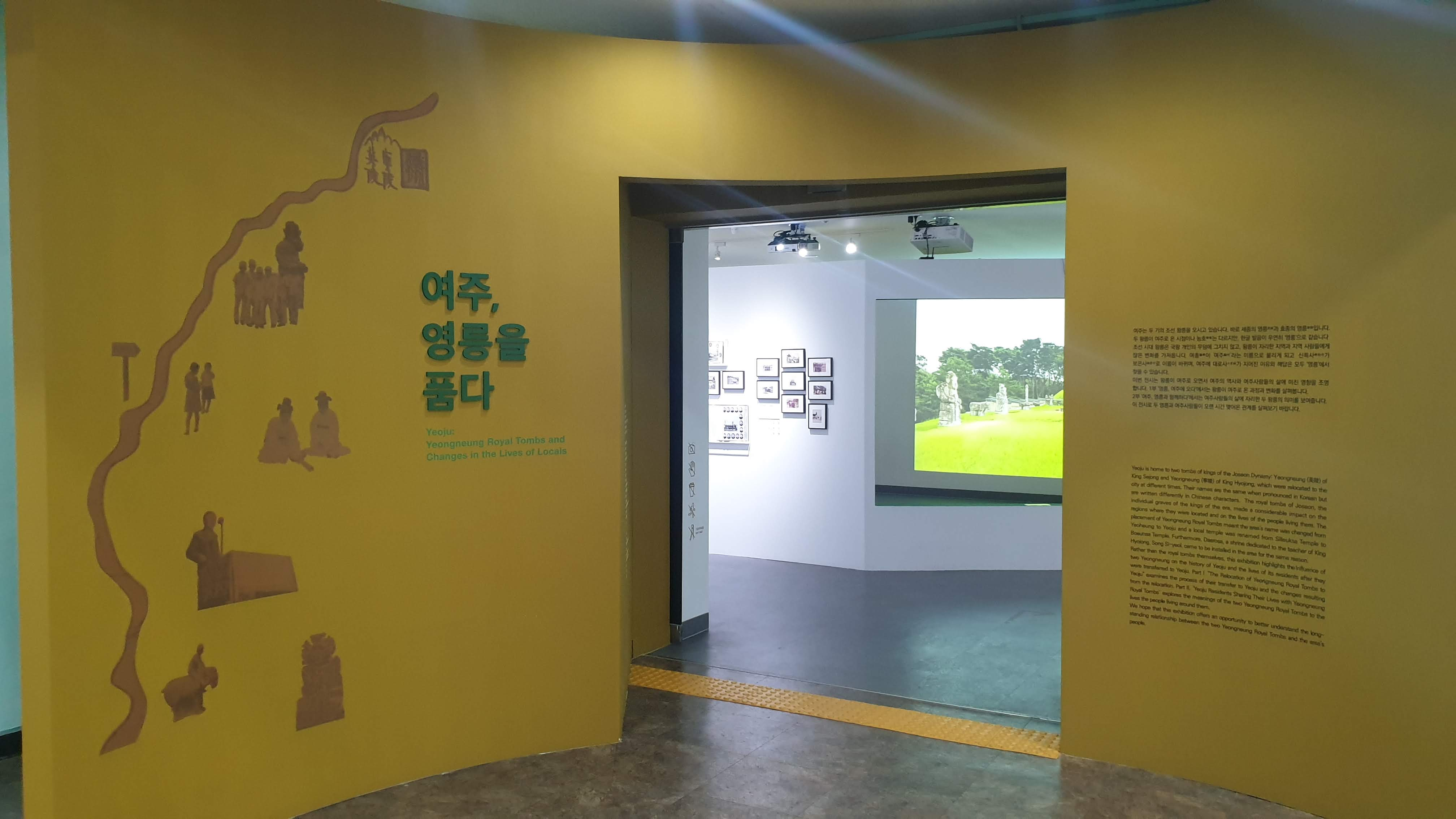